# كبد
الكبد عضو موجود فقط في الفقاريات، يقوم بإزالة السمية من المُستقلَبات المختلفة، يركب البروتينات، وينتج المواد الكيميائية الحيوية اللازمة لعملية الهضم. في الإنسان، يتموضع الكبد في الربع العلوي الأيمن من البطن، تحت الحجاب الحاجز. تشمل أدواره الأخرى في الاستقلاب: تنظيم تخزين الجليكوجين، تَفَكُّك كريات الدم الحمراء، وإنتاج الهرمونات.
الكبد هو غدة هضمية ملحقة تنتج الصفراء (مركب قلوي يساعد في تحطيم الدهون). تساعد الصفراء في عملية الهضم عن طريق استحلاب الشحوم. تُخزن الصفراء التي ينتجها الكبد في المرارة -كيس صغير يتوضع تحت الكبد- ثم تنتقل الصفراء إلى الأمعاء الدقيقة لاستكمال عملية الهضم.
يتألف نسيج الكبد عالي التخصص من خلايا كبدية، تنظم مجموعة واسعة من التفاعلات الكيميائية الحيوية ذات الحجم الكبير، بما في ذلك تركيب وتحطيم الجزيئات الصغيرة والمعقدة، إذ أن العديد منها ضروري للوظائف الحيوية الطبيعية. تختلف التقديرات المتعلقة بالعدد الكلي لوظائف الكبد، ولكن كتب التدريس تشير بشكل عام إلى أنها حوالي 500 وظيفة.
غالباً ما تبدأ المصطلحات المتعلقة بالكبد بـ (-hepat)، المشتقة من الكلمة اليونانية (-ἡπατο).
لا توجد طريقة معروفة حتى الآن للتعويض عن غياب وظيفة الكبد على المدى الطويل، على الرغم من أنه يمكن استخدام تقنيات الديال الكبدي على المدى القصير. لم يتم تطوير أكباد اصطناعية لتعزيز استبدالها على المدى الطويل في غياب الكبد. اعتباراً من عام 2018، زرع الكبد هو الخيار الوحيد للفشل الكبدي التام.

## التشريح العياني
الكبد عضو إسفيني الشكل ذو لون بني- محمر مع أربعة فصوص غير متكافئة في الحجم والشكل.
يزن كبد الإنسان عادة حوالي 1.5 كغ (3.3 رطل)، ويبلغ عرضه حوالي 15 سم (6 إنشات). لذا يعتبر أثقل عضو داخلي وأكبر غدة في جسم الإنسان.
يقع الكبد في الربع العلوي الأيمن من التجويف البطني، تحت الحجاب الحاجز، إلى يمين المعدة ويغطي المرارة.
يرتبط الكبد باثنين من الأوعية الدموية الكبيرة: الشريان الكبدي والوريد البابي والقناة الكبدية المشتركة. يحمل الشريان الكبدي الدم الغني بالأكسجين من الأبهر عبر الشريان البطني، بينما يحمل الوريد البابي الدم الغني بالمغذيات المهضومة من الجهاز الهضمي بأكمله وأيضاً من الطحال والمعثكلة. تنقسم هذه الأوعية الدموية إلى شعيرات صغيرة معروفة باسم أشباه الجيوب الكبدية.
تعتبر الفصيصات الوحدات الوظيفية للكبد. إذ يتكون كل فصيص من ملايين الخلايا الكبدية (Hepatocytes)، التي تعتبر خلايا الاستقلاب الأساسية. تتماسك الفصوص معاً بواسطة طبقة (مكونة من نسيج ضام كثيف، غير منتظم، وليفي مرن) تمتد من المحفظة الليفية التي تغطي كامل الكبد والتي تعرف باسم محفظة غليسون. تمتد هذه المحفظة في بنية الكبد، مرافقةً الأوعية الدموية (الأوردة والشرايين)، القنوات، والأعصاب في سرة (نقير) الكبد. يتغطى سطح الكبد كله باستثناء الباحة العارية للكبد، بطبقة مصلية مشتقة من الصفاق، والتي تلتصق بشدة بالوجه الداخلي لمحفظة غليسون.

### أقسامه
يتمّ تقسيم الكبد بطريقتين مختلفتين:
أولاً: التقسيم التشريحي:
عند النظر للكبد من الأعلى: يُقسم بواسطة الرباط المنجلي إلى قسمين (فص أيمن، وفص أيسر).
عند النظر إلى الكبد من الأسفل: يُقسم إلى أربعة أجزاء (الفص الأيمن، الفص الأيسر، الفص المُذَنَّب (Caudate lobe)، الفص المُرَبَّعِيّ (Quadrate lobe))، حيث يتوضع الفصين الإضافيين بين الفصين الأيمن والأيسر، أحدهما أمام الآخر.
ثانياً: التقسيم الوظيفي (الجراحي):
يقسم الكبد بواسطة خط كانتلي (Cantlie's line) (هو خط تخيلي يمتد من الوريد الأجوف السفلي إلى منتصف المرارة، يقسم الكبد إلى نصفين)، ومعالم أخرى، إلى ثماني قطع كبدية.
حيث يُقسم كل فص إلى عدة قطع كبدية، يأخذ الفص المذنب رقم القطعة الكبدية (1)، والفص الأيمن يقسم إلى أربعة قطع كبدية أرقامها (5-6-7-8)، أما الفص الأيسر فيقسم إلى ثلاثة قطع كبدية أرقامها (2-3-4). وتتميز كل قطعة كبدية بترويتها الدموية، وأقنيتها الصفراوية المنفصلة عن بقية القطع مما يجعل استئصال إحدى القطع الكبدية أمراً ممكناً ولهذا أهمية جراحية بالغة.
من المنظر الأمامي للكبد، يمكن رؤية سبعة قطع، لأن القطعة الثامنة مرئية فقط في المنظر الخلفي.
من المعالم التشريحية الأخرى:
الرباط الوريدي (Ligamentum venosum) والرباط المدور للكبد (Ligamentum teres)، الذي يقسم الجانب الأيسر للكبد إلى قسمين.
باب الكبد، الذي يقسم الجزء الأيسر من الكبد إلى أربعة قطع، والتي يمكن ترقيمها بدءً من الفص المذنب، بطريقة عكس عقارب الساعة (حسب المنظر الخلفي للكبد).

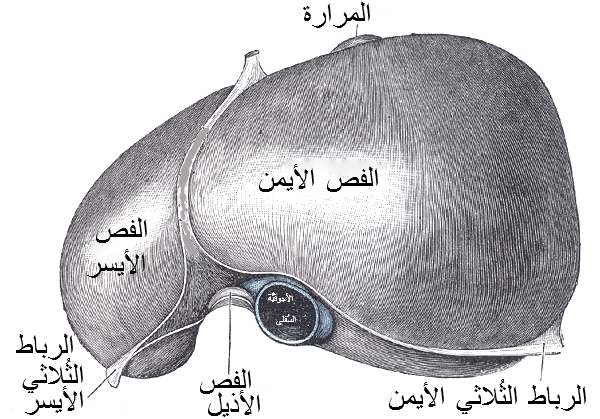
التقسيم التشريحي للكبد، منظر من الأعلى، يظهر الفص الأيمن والفص الأيسر، يفصل بينهما الرباط المنجلي.
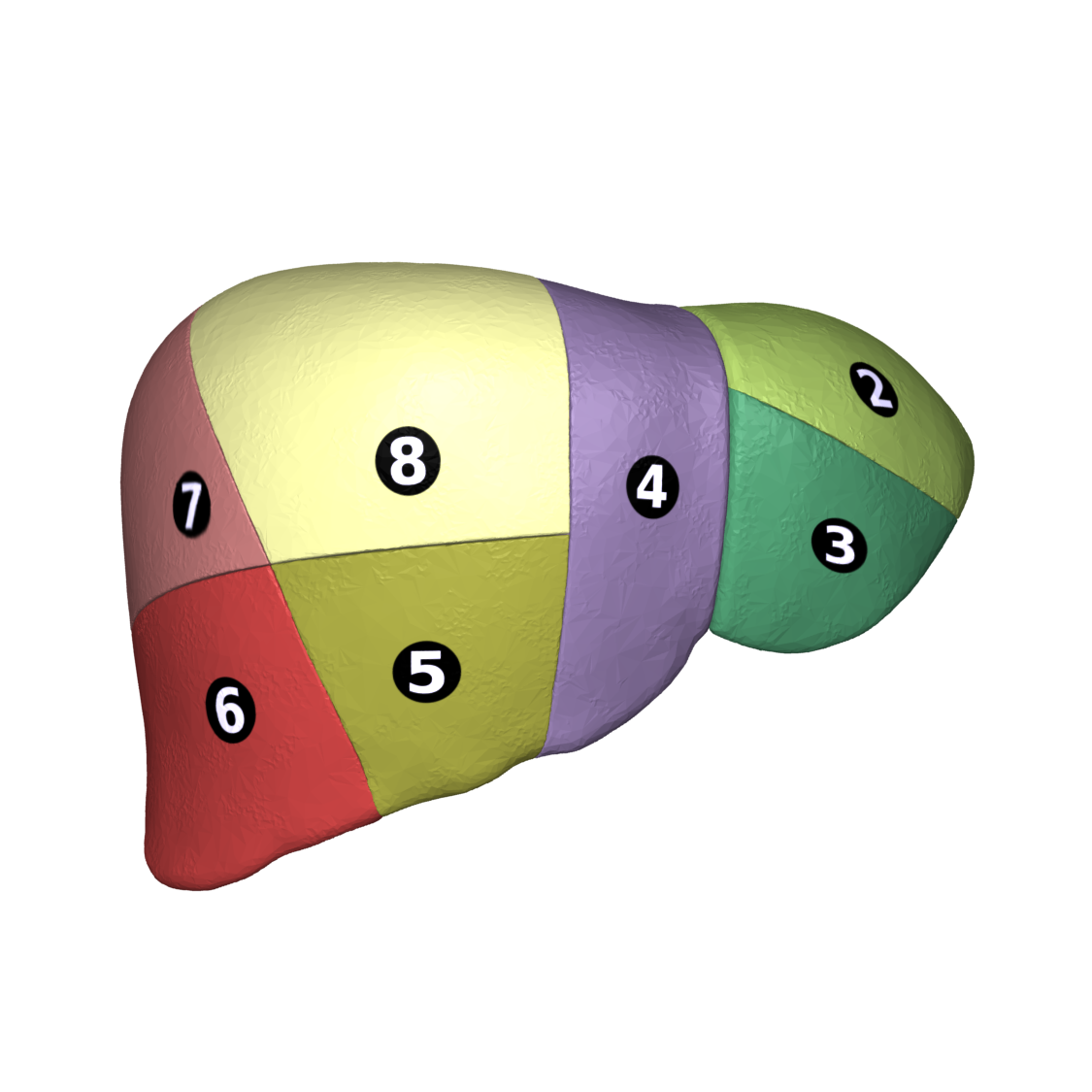
التقسيم الوظيفي للكبد، يظهر قطع الكبد، منظر أمامي.
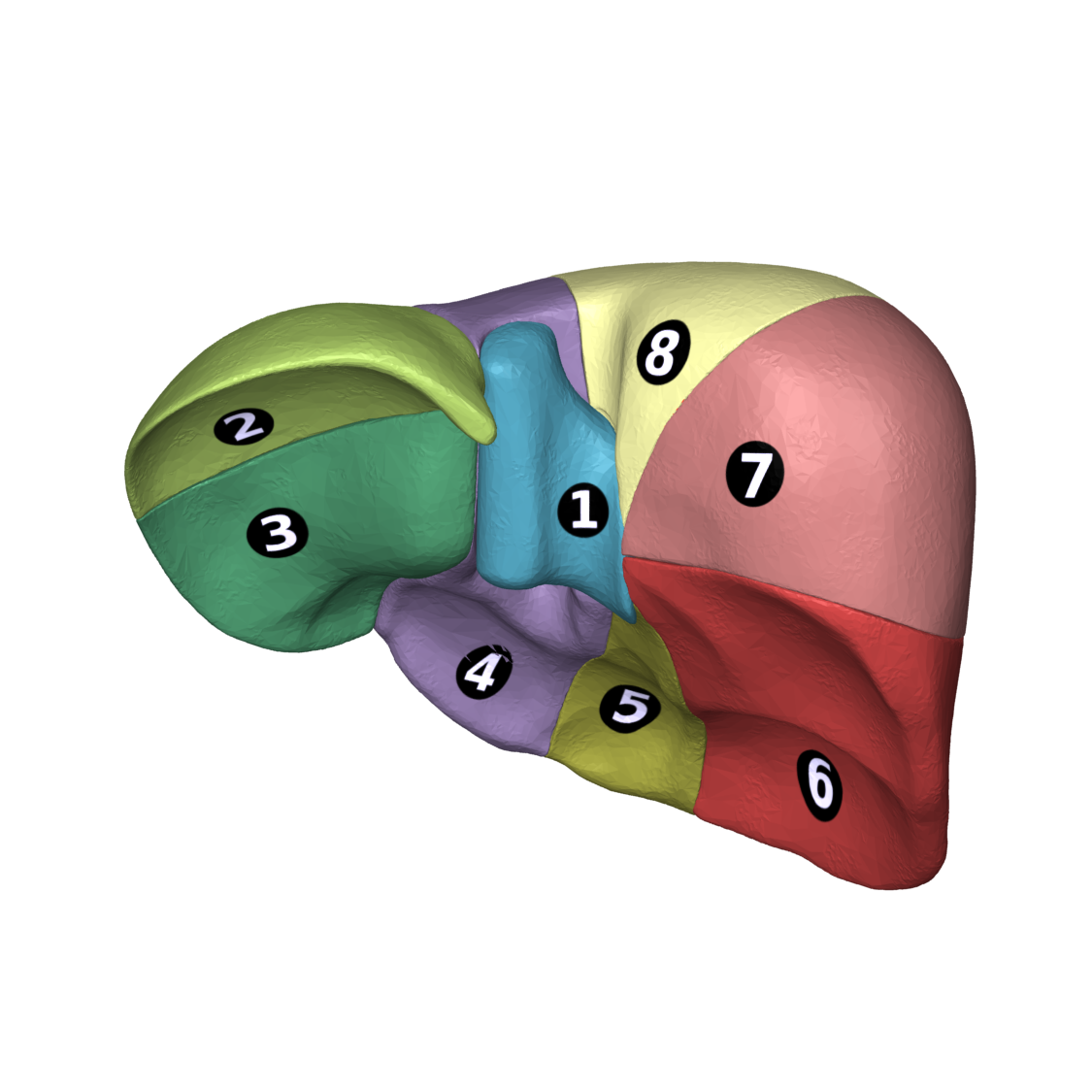
التقسيم الوظيفي للكبد، يظهر قطع الكبد، منظر خلفي.
القطع الثمانية للكبد.

### السطوح
السطح الحجابي أو السطح العلوي: يكون هذا السطح محدب الشكل حيث يوافق شكل الحجاب الحاجز. بصرف النظر عن باحة عارية مثلثة ترتبط بالحجاب الحاجز، فإنه يتم تغطية الكبد بغشاء رقيق مزدوج الطبقات، صفاقي، يساعد على تقليل الاحتكاك بالأعضاء الأخرى. ينثني الصفاق مرة أخرى على نفسه ليشكل الرباط المنجلي والأربطة المثلثية اليسرى واليمنى.
هذه الأربطة الصفاقية لا علاقة لها بالأربطة التشريحية في المفاصل، كما أن الأربطة المثلثية اليسرى واليمنى ليس لها أي أهمية وظيفية معروفة، على الرغم من أنها تُستخدم كمعالم تشريحية سطحية. بينما يقوم الرباط المنجلي بربط الكبد بالوجه الخلفي لجدار الجسم الأمامي.
السطح الحشوي أو السطح السفلي: مقعر الشكل، يتغطى بالصفاق عدا مكان اتصال الكبد بالمرارة وأيضاً باب الكبد.

### الانطباعات

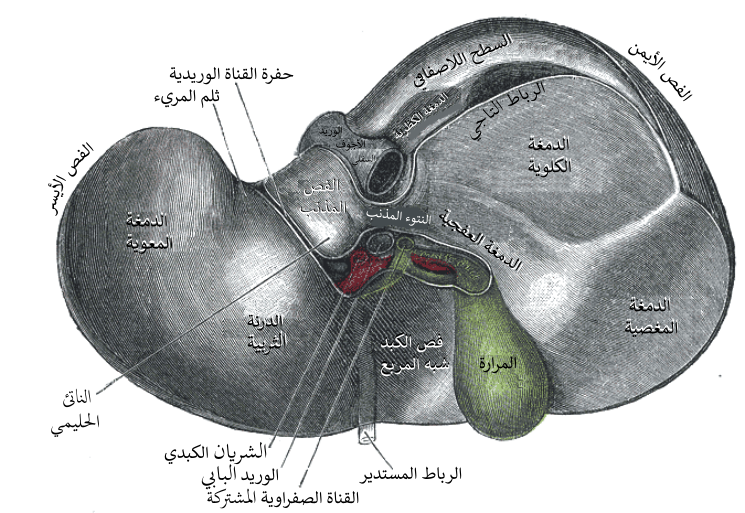
الانطباعات على الكبد

يوجد عدة انطباعات على سطح الكبد تتوافق مع مختلف البنى والأعضاء المجاورة.
تحت الفص الأيمن وإلى اليمين من حفرة المرارة يوجد انطباعان، أحدهما خلف الآخر ويفصل بينهما حَرْفُ (منطقة مرتفعة). واحد ضحل في الأمام هو الانطباع القولوني، شكلته الثنية الكبدية والآخر عميق في الخلف وهو الانطباع الكلوي يتوافق مع جزء من الكلية اليمنى والغدة الكظرية.
انطباع الكظر هو منطقة صغيرة، مثلثة، منخفضة في الكبد. يقع بين الباحة العارية والفص المذنب، وفوق الانطباع الكلوي مباشرة. الجزء الأكبر من الانطباع الكظري خالي من الصفاق ويحوي الغدة الكظرية اليمنى.
يوجد بين الانطباع الكلوي وبين عنق المرارة الانطباع الثالث القليل الوضوح، الانطباع العفجي. يحدث هذا الانطباع بسبب الجزء النازل من العفج.
يظهر على السطح السفلي للفص الأيسر من الكبد من الخلف واليسار الانطباع المعدي. يتشكل هذا الانطباع بسبب السطح الأمامي العلوي للمعدة، وإلى اليمين منه يوجد بارزة مدورة، حدبة الكبد الثربية (إنتفاخ على السطح الأحشائي للفص الأيسر للكبد، الذي يظهر باتجاه الانحناء الصغير للمعدة)، والتي تتوضع أمام الطبقة الأمامية من الثرب الصغير.

## التشريح المجهري

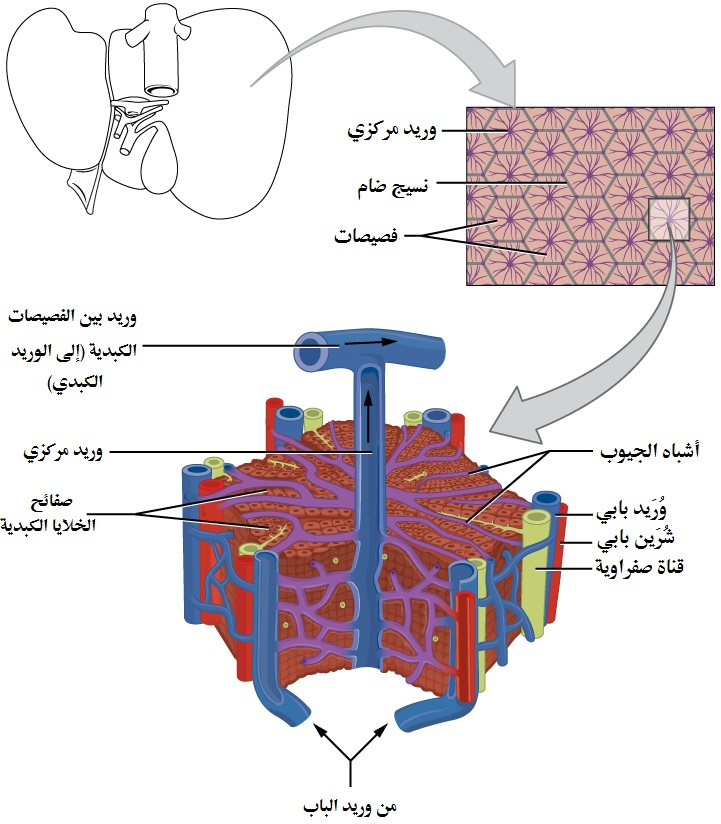
التشريح المجهري للكبد

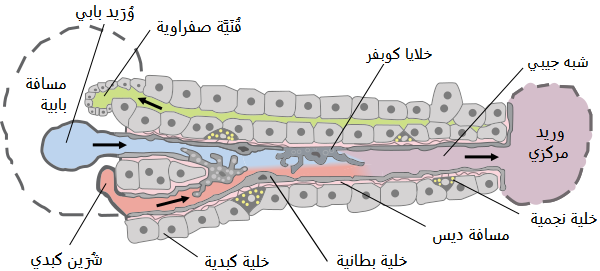
بنية الفصيص الكبدي

مجهرياً، يتكون كل فص كبدي من فصيصات كبدية. الفصيصات سداسية الشكل تقريباً، تتكون من صفائح من الخلايا الكبدية تتشعع حول وريد مركزي. ينضم الوريد المركزي إلى الوريد الكبدي لحمل الدم من الكبد.
المُكَوِّن المميز للفصيص هو الثالوث البابي، الذي يمكن العثور عليه في كل زوايا الفصيصيات. الثالوث البابي، المسمى بشكل مضلل، يتكون من خمسة بنى: فرع من الشريان الكبدي، فرع من الوريد البابي، قناة صفراوية، وعاء لمفاوي، وفرع من العصب المبهم.
نسيجياً، دراسة التشريح المجهري، يظهر نوعين رئيسيين من الخلايا الكبدية: خلايا مَتْنِيَّة كبدية وخلايا غير متنية. حوالي 70-85٪ من حجم الكبد يشغله خلايا الكبد المتنية. بينما تشكل الخلايا غير المتنية 40٪ من العدد الكلي لخلايا الكبد ولكن فقط 6.5٪ من حجمه.

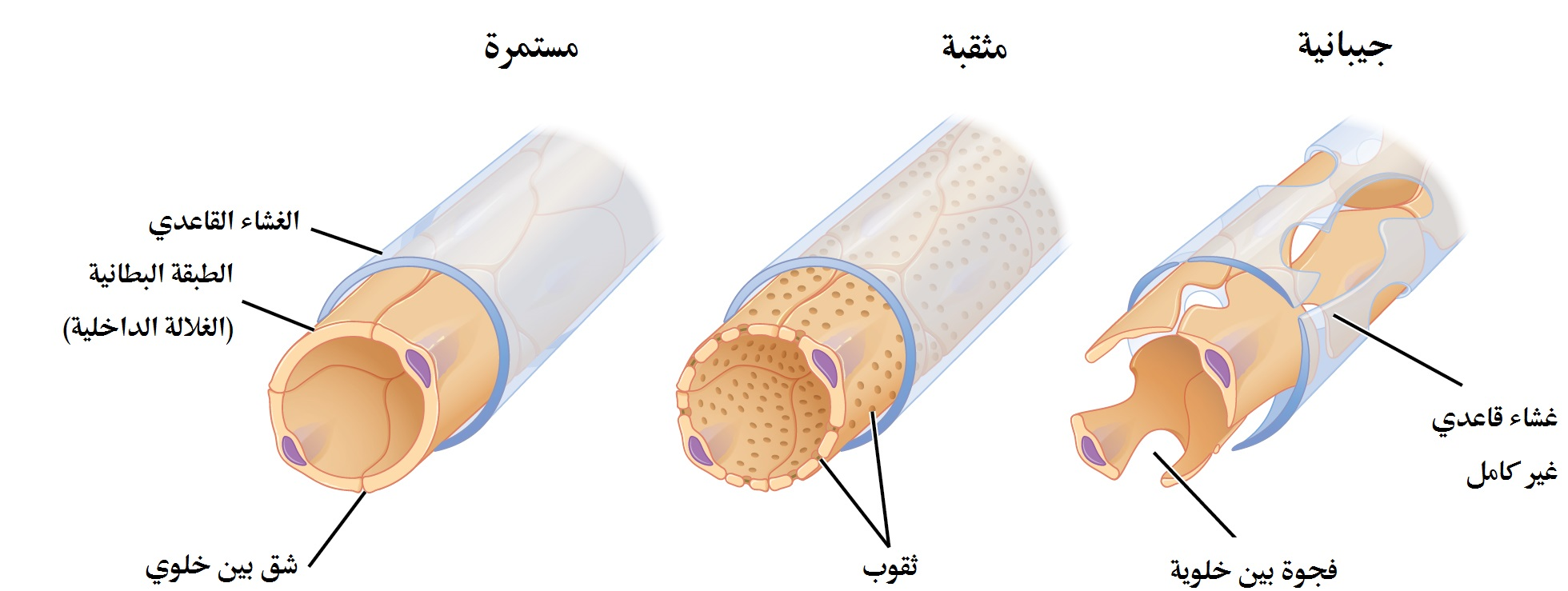
أنواع الشعيرات الدموية، أشباه الجيوب تتوضع على اليمين.

بين الصفائح الكبدية يوجد أشباه الجيوب الكبدية، وهي شعيرات دموية متوسعة، يمر الدم عبرها من الوريد البابي والشريان الكبدي عبر الثالوث البابي، ليصب في الوريد المركزي.
تتكون أشباه الجيوب الكبدية من نوعين من الخلايا: خلايا بطانية جيبانية، وخلايا كوبفر البلعمية. الخلايا النجمية الكبدية هي خلايا غير متنية موجودة في الحيز المحيط بالجيبانيات، بين أشباه الجيوب والخلايا الكبدية. بالإضافة إلى ذلك، غالباً ما توجد الخلايا اللمفاوية داخل الكبدية في التجويف الجيباني.

## التشريح الوظيفي

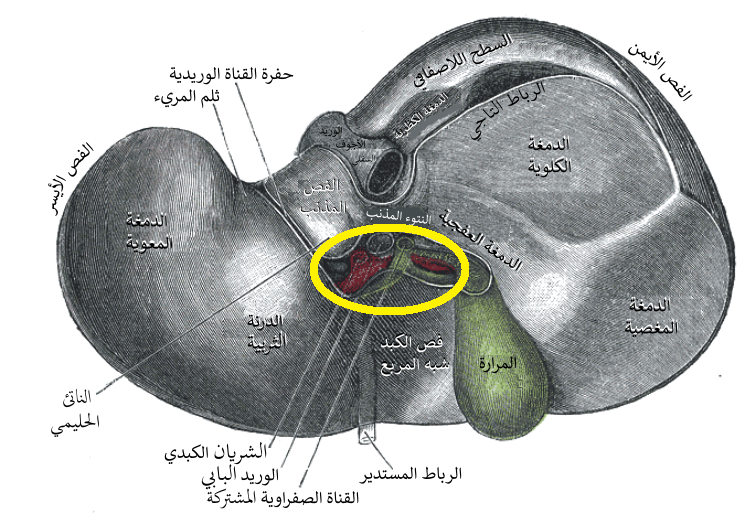
نقير الكبد، وهو الجزء المحاط بدائرة صفراء.

المنطقة المركزية أو نَقير الكبد، تتضمن المنطقة المعروفة باسم باب الكبد (Porta hepatis)، التي تتألف من: القناة الصفراوية المشتركة والشريان الكبدي المشترك، والوريد البابي. تنقسم القناة، الوريد، والشريان إلى فرعين أيسر وأيمن، كما أن مناطق الكبدية التي تغذيها هذه الفروع تشكل الفصوص الوظيفية اليسرى واليمنى.
يتم فصل الفصوص الوظيفية عن طريق مستوى تخيلي (خط كانتلي، الذي يمتد من الحفرة المرارية إلى الوريد الأجوف السفلي) إلى فصوص يمنى ويسرى حقيقية.
- كما ينقسم الكبد إلى فصوص يمنى ويسرى بواسطة الوريد الكبدي الأوسط.
- ينقسم الفص الأيمن إلى قطعة أمامية وقطعة خلفية بواسطة الوريد الكبدي الأيمن.
- ينقسم الفص الأيسر إلى قطع أنسية ووحشية بواسطة الوريد الكبدي الأيسر.

(انظر الصورة لفهم التقسيمات السابقة ).
يوصف نقير الكبد بأنه ثلاث صفائح تحتوي القنوات الصفراوية والأوعية الدموية. تحاط كامل محتويات النظام الصفائحي بغمد. الصفائح الثلاثة هي: الصفيحة النقيرية (Hilar plate)، الصفيحة الكيسية (Cystic plate)، والصفيحة السرية (Umbilical plate) (انظر الصورة ). يعد النظام الصفائحي هو موقع العديد من الاختلافات التشريحية التي يمكن العثور عليها في الكبد.

## نظام تصنيف كينوود

القطع الكبدية

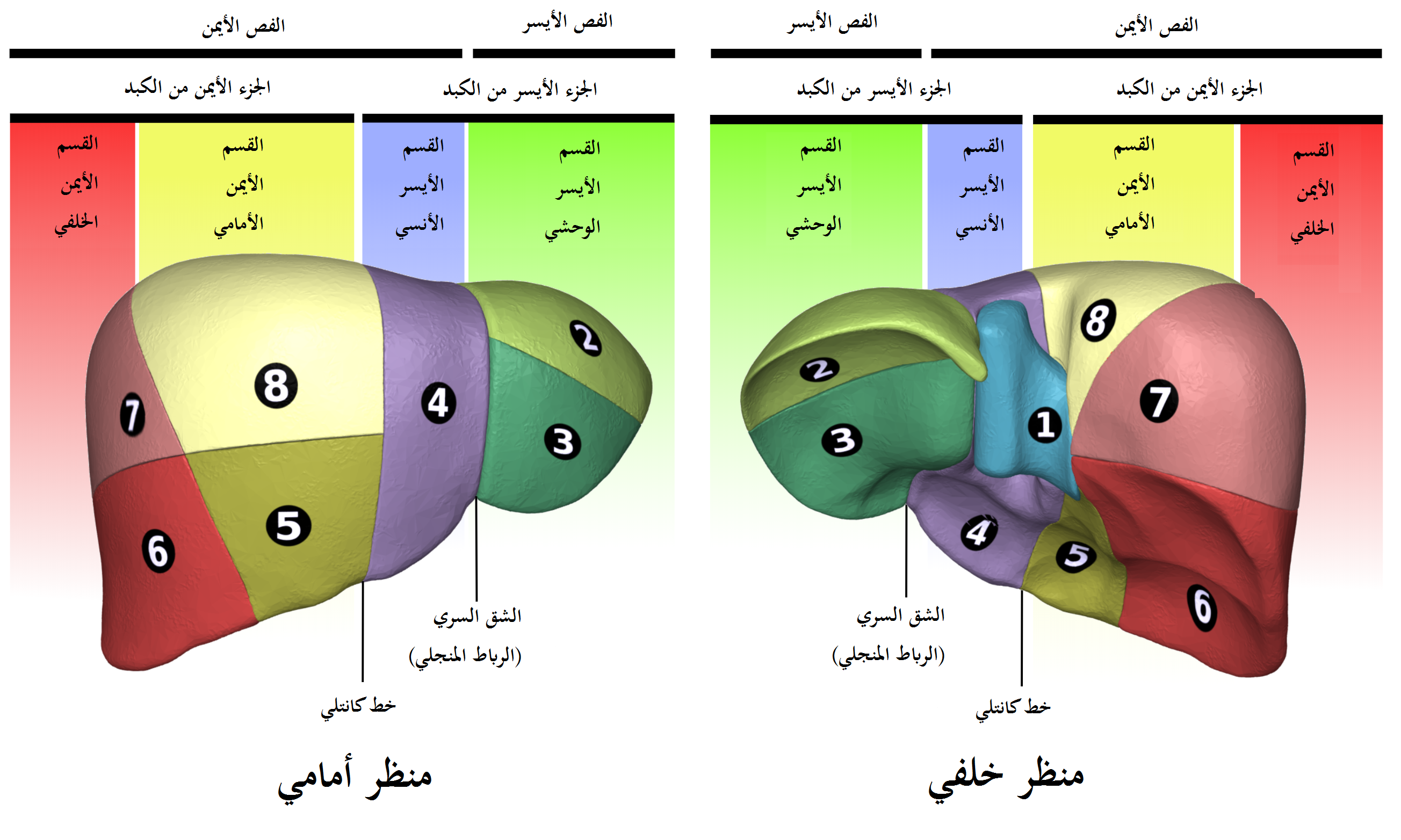
منظر أمامي للكبد نبدأ ترقيم القطع باتجاه عقارب الساعة، بينما في المنظر الخلفي للكبد نبدأ ترقيم القطع عكس عقارب الساعة بدءً من الفص المذنب.

في نظام كينوود المستخدم على نطاق واسع، يتم تقسيم الفصوص الوظيفية كذلك إلى ثماني قطع على أساس خط مستعرض يمر من خلال تفرع وريد الباب الرئيسي.
الفص المذنب هو بنية منفصلة يتلقى الدم من الفروع الوعائية اليمنى واليسرى. كل قطعة مستقلة وظيفياً، لها جريانها الشرياني، الوريدي، والصفراوي الخاص بها. يوجد في مركز كل قطعة فروع من الوريد البابي، الشريان الكبدي، والقناة الصفراوية. يخرج الدم من محيط كل قطعة عبر الأوردة الكبدية. يستخدم نظام التصنيف التغذية الدموية في الكبد لفصل الوحدات الوظيفية (المرقمة من I إلى VIII)، يبدأ الترقيم من الوحدة I (الفص المذنب) الذي يتلقى تروية من الفروع اليمنى واليسرى للوريد البابي. كذلك يحتوي على واحد أو أكثر من الأوردة الكبدية التي تصب مباشرة في الوريد الأجوف السفلي. يتم ترقيم ما تبقى من الوحدات (من II إلى VIII) باتجاه عقارب الساعة. (أي من المنظر الأمامي للكبد نبدأ ترقيم القطع باتجاه عقارب الساعة، أما من المنظر للخلفي للكبد نبدأ ترقيم القطع عكس عقارب الساعة بدءً من الفص المذنب).

## التروية الدموية والجريان الصفراوي

### الأوردة الكبدية

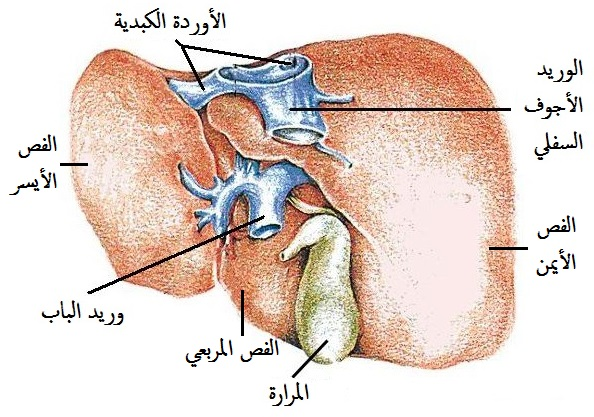
أوردة كبدية

يتلقى الكبد تغذية دموية مزدوجة من: الوريد البابي والشرايين الكبدية.
- وريد الباب: يوفر الوريد البابي الكبدي حوالي 75٪ من حاجة الكبد للدم، ويحمل دماً وريدياً من الطحال، الجهاز الهضمي، والأعضاء الملحقة به.
- الشرايين الكبدية: تزود الشرايين الكبدية الدم الشرياني للكبد، إذ توفر 25% من حاجة الكبد للدم.

يتم توفير الأكسجين من كلا المصدرين، يتم تلبية حوالي نصف حاجة الكبد للأكسجين عن طريق وريد الباب، ويتم تلبية النصف الآخر من الأوكسجين عبر الشرايين الكبدية. يحتوي الشريان الكبدي أيضاً على مستقبلات ألفا وبيتا الأدرينالية. لذلك، يتم التحكم في التدفق عبر الشريان، جزئياً، من قبل الأعصاب الحشوية في الجهاز العصبي المستقل.
يتدفق الدم عبر أشباه الجيوب الكبدية ويفرغ في الوريد المركزي لكل فصيص. تتحد الأوردة المركزية في الأوردة الكبدية، والتي تغادر الكبد وتُصرِف الدم في الوريد الأجوف السفلي.

### الجريان الصفراوي

صورة ترسيمية توضح الشجرة الصفراوية داخل وخارج الكبد.

القناة الصفراوية مشتقة من فروع القنوات الصفراوية. القناة الصفراوية، المعروفة أيضاً باسم الشجرة الصفراوية، هي المسار الذي يفرز الكبد من خلاله الصفراء لتنتقل إلى الجزء الأول من الأمعاء الدقيقة (الإثنى عشر أو العفج).
يتم جمع الصفراء المُنتجَة من قِبل الكبد في القنيات الصفراوية، وهي أخاديد صغيرة موجودة بين الخلايا الكبدية. تتشعع القنيات إلى حافة الفصيص الكبدي، حيث تندمج لتشكل القنوات الصفراوية. داخل الكبد، تسمى هذه القنوات بـ القنوات الصفراوية داخل الكبدية، وبمجرد خروجها من الكبد، فإنها تعتبر خارج كبدية.
تصب القنوات داخل الكبدية فعلياً في القناتين الكبديتين اليمنى واليسرى، التي تخرج من الكبد عند باب الكبد، وتندمجان لتشكلان القناة الكبدية المشتركة. تنضم القناة الكيسية إلى القناة الكبدية المشتركة لتشكل القناة الصفراوية المشتركة. يتم تغذية الجهاز الصفراوي والأنسجة الضامة بواسطة الشريان الكبدي وحده.
تصب الصفراء إما مباشرة في العفج عن طريق القناة الصفراوية المشتركة، أو تمر عبر القناة الكيسية لتُخزن مؤقتاً في المرارة. تدخل القناة الصفراوية المشتركة والقناة المعثكلية إلى الجزء الثاني من العفج معاً في الأمبولة الكبدية البنكرياسية، المعروفة أيضاً باسم أمبولة فاتر (Ampulla of Vater).

## التعبير المورثي والبروتيني
يتم التعبير عن حوالي 20.000 مورثة مُرمزِة للبروتين في الخلايا البشرية، إذ يتم التعبير عن 60٪ من هذه المورثات في الكبد الطبيعي للبالغين.
أكثر من 400 مورثة يتم التعبير عنها بشكل خاص في الكبد، مع حوالي 150 مورثة خاصة بنسيج الكبد. يتم التعبير عن جزء كبير من البروتينات الخاصة بالكبد بشكل رئيسي في الخلايا الكبدية وتفرز في الدم لتشكل بروتينات البلازما.
هناك بروتينات أخرى خاصة بالكبد هي أنزيمات كبدية معينة مثل HAO1 وRDH16، وهي بروتينات تشارك في تركيب الصفراء مثل BAAT وSLC27A5، وبروتينات ناقلة تشارك في عملية استقلاب الأدوية، مثل ABCB11 وSLC2A2. تشمل الأمثلة على البروتينات عالية النوعية للكبد: APOA2، وعوامل التخثر (F2 وF9)، والبروتينات المرتبطة بجملة المتممة، وبروتين سلسلة الفيبرينوجين بيتا.

## التطور الجنيني[37]

### تطور أجزاء الكبد المختلفة

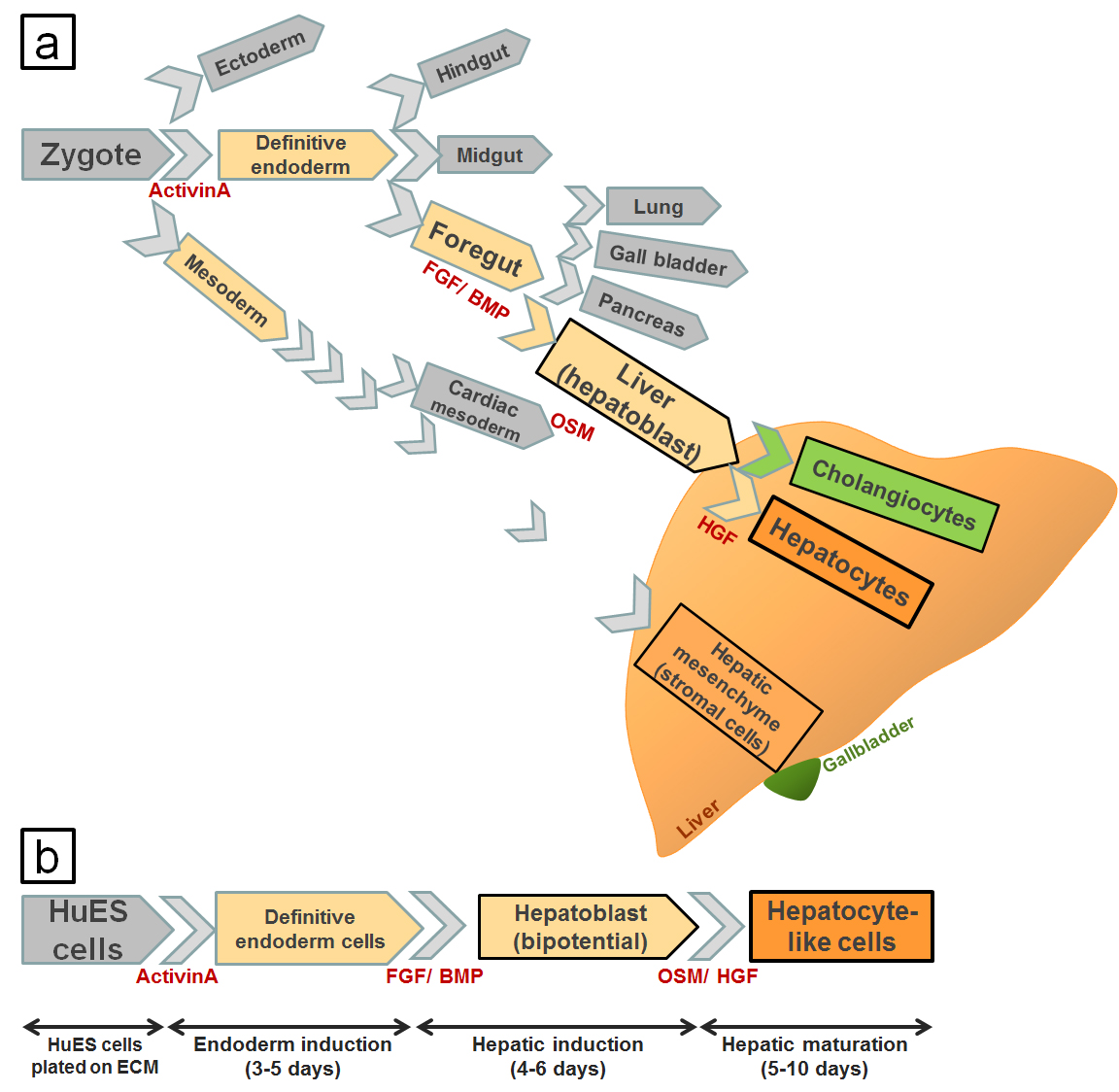
تطور الكبد في المخبر، تمايز الكبد من الخلايا الجذعية الجنينية.

البرعم الكبدي: يظهر برعم الكبد في منتصف الأسبوع الثالث على شكل انتبات من ظهارة الأديم الباطن عند النهاية القاصية للمعى الأمامي. يتألف هذا الانتبات (الرتج الكبدي أو البرعم الكبدي) من خلايا تتكاثر بسرعة وتخترق الحاجز المستعرض، أي صفيحة الأديم المتوسط بين الجوف التاموري وسويقة الكيس المحي.
المرارة والقناة المرارية: بينما تستمر الخلايا الكبدية باختراق الحاجز، يضيق الاتصال ما بين الرتج الكبدي والمعى الأمامي (العفج) مشكلاً بذلك قناة الصفراء (Bile duct). يتشكل انتبات بطناني على قناة الصفراء، وتنتأ عن هذا الانتبات المرارة (Gallbladder) والقناة المرارية (Cystic duct).
أشباه الجيوب الكبدية: تمتزج الحبال الكبدية الظهارية مع الأوردة المحية والسرية أثناء تقدم النمو، وتشكل أشباه الجيوب الكبدية.
الخلايا الكبدية وبطانة القنوات الصفراوية: تتمايز الحبال الكبدية إلى المَتن (Parenchyma) (الخلايا الكبدية Liver cells) وتشكل بطانة القنوات الصفراوية.
الخلايا الأخرى في الكبد: تشتق الخلايا المكوّنة للدم، خلايا كوبفر، وخلايا النسيج الضام، من الأديم المتوسط للحاجز المستعرض.
الثرب الصغير والرباط المنجلي للكبد: عندما تجتاح الخلايا الكبدية الحاجز المستعرض بأكمله ويبرز العضو ذنبياً ضمن الجوف البطني، إن الأديم المتوسط للحاجز المستعرض المتوضع ما بين الكبد والمعى الأمامي وما بين الكبد والجدار البطني الأمامي يصبح غشائياً، مشكلاً بذلك الثرب الصغير والرباط المنجلي، على التوالي، ويشكلان معاً الاتصال الصفاقي ما بين المعى الأمامي والجدار البطني الأمامي ويعرفان باسم مسراق المعدة البطني.
الصفاق الحشوي للكبد والوتر المركزي للحجاب الحاجز: يتمايز الأديم المتوسط على سطح الكبد إلى صفاق حشوي عدا سطحه القحفي (الرأسي) يبقى الكبد في هذه الناحية على تماس مع بقية الحاجز المستعرض الأصلي. إن هذا الجزء من الحاجز، والذي يتألف من أديم متوسط محشو بكثافة، سيشكل الوتر المركزي للحجاب الحاجز. أما سطح الكبد الذي يكون على تماس مع الحجاب المستقبلي فلا يغطى بالصفاق مطلقاً، وهذه هي المنطقة العارية (Bare area) من الكبد.

### وزن الكبد في الحياة الجنينية ووظائفه

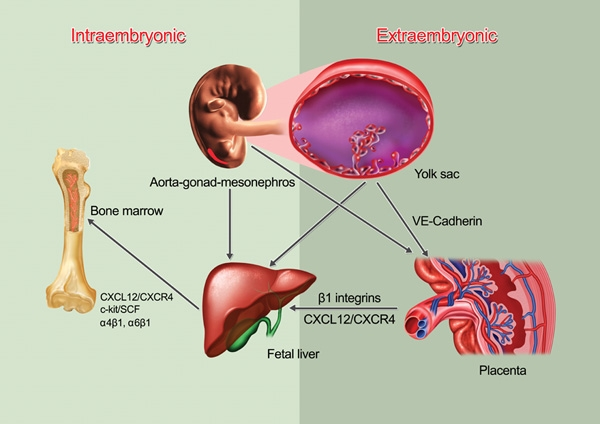
تظهر الصورة تجمعات الخلايا الجذعية المكونة للدم داخل وخارج الجنين.

يبلغ وزن الكبد حوالي 10% من وزن كامل الجسم في الأسبوع العاشر من النماء، وعلى الرغم من أن ذلك يمكن أن يعزى جزئياً إلى الأعداد الكبيرة من أشباه الجيوب، فهناك عامل هام آخر هو الوظيفة المكونة للدم، فهناك شبكات كبيرة من خلايا تكاثرية، تنتج خلايا الدم الحمر والبيض، تتوضع بين الخلايا الكبدية وجدران الأوعية. وتتراجع هذه الفعالية تدريجياً خلال الشهرين الأخيرين من الحياة الرحمية، وتبقى مجرد جزر صغيرة مكونة للدم عند الولادة، ويبلغ وزن الكبد عندئذٍ 5% فقط من وزن كامل الجسم.
وهنالك وظيفة هامة أخرى للكبد تبدأ في الأسبوع (12) تقريباً، وهي تشكيل الصفراء بواسطة الخلايا الكبدية. ولما كانت المرارة والقناة المرارية قد تنامتا والقناة المرارية انضمت إلى القناة الكبدية لتشكلا قناة الصفراء فيمكن للصفراء خلال ذلك أن تدخل السبيل المعدي المعوي. ونتيجة لذلك يأخذ محتواه اللون الأخضر الغامق، وبسبب تبدل وضعية العفج، ينحرف مدخل قناة الصفراء تدريجياً من الوضع الأمامي الأولي إلى وضع خلفي، وبناءً على ذلك تمر قناة الصفراء خلف العفج.

### التناظم الجزيئي لتحريض الكبد
يمتلك الأديم الباطن في المعى الأمامي قابلية التعبير عن مورثات الكبد النوعية ولذا يتمايز إلى نسيج كبدي. وعلى أي حال، يمكن حصر هذا التعبير بواسطة عوامل تنتجها النسج المحيطة، بما في ذلك الأديم الظاهر، والأديم المتوسط اللافؤادي، ولاسيما القُردود (الحبل الظهري Notochord)، إذ يُحصَر عمل هذه المثبطات في الناحية الكبدية المستقبلية بواسطة عوامل نمو الأرومة الليفية (FGFs) التي يفرزها الأديم المتوسط الفؤادي. وبذلك يُعطي الأديم المتوسط الفؤادي التعليمات للأديم الباطن للمعى ليعبر عنه بالمورثات الكبدية النوعية بتثبيط العامل المثبط لهذه المورثات نفسها. وحالما تستقبل هذه التعليمات تتمايز الخلايا في الساحة الكبدية إلى ذراري الخلايا الكبدية والصفراوية. وهي عملية تنظم جزئياً على الأقل بواسطة عوامل الانتساخ النووية للخلية الكبدية (HNF3) و(HNF4).

### التروية الدموية الجنينة للكبد

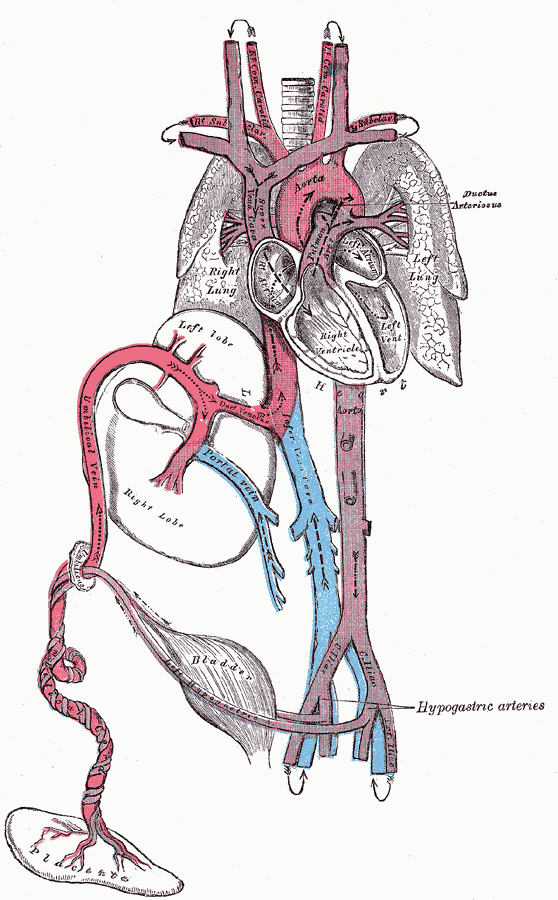
الدوران الجنيني

في الجنين النامي، المصدر الرئيسي للتروية الكبدية هو الوريد السري، الذي يزود الجنين النامي بالمغذيات. يدخل الوريد السري إلى البطن عبر السرة ويمر صعوداً على طول الحافة الحرة للرباط المنجلي إلى السطح السفلي للكبد. هناك، ينضم إلى الفرع الأيسر من الوريد البابي. تحمل القناة الوريدية الدم من الوريد السري إلى الوريد الأجوف السفلي، سامحةً للدم المشيمي بتجاوز الكبد.
في الجنين، لا يقوم الكبد بإجراء العمليات الهضمية الطبيعية والترشيح التي يقوم بها كبد الرضيع لأنه يتلقى المغذيات مباشرة من الأم عبر المشيمة. يطلق كبد الجنين بعض الخلايا الجذعية الدموية التي تهاجر إلى الغدة الصعترية الجنينية، مكونةً الخلايا التائية أو الخلايا اللمفاوية التائية (T-lymphocytes). بعد الولادة، يتحول تشكيل الخلايا الجذعية للدم إلى نخاع العظم الأحمر.
بعد 2-5 أيام من الولادة، ينسد الوريد السري والقناة الوريدية بشكل كامل، حيث يشكل الأول الرباط المدور للكبد، بينما يشكل الثاني الرباط الوريدي. قد يفتح الوريد السري مجدداً في حال حدوث تشمع الكبد أو فرط توتر وريد الباب.

## الوظيفة
يتم تنفيذ الوظائف المختلفة للكبد بواسطة الخلايا الكبدية. يُعتقد أن الكبد مسؤول عن ما يصل إلى 500 وظيفة منفصلة، عادةً بالاشتراك مع الأجهزة والأعضاء الأخرى. في الوقت الحالي، لا يوجد عضو أو جهاز اصطناعي قادر على أداء جميع وظائف الكبد. يمكن أن يحل الديال الكبدي مكان بعض الوظائف الكبدية، وهو علاج تجريبي للفشل الكبدي. يقوم الكبد أيضاً باستهلاك حوالي 20٪ من إجمالي استهلاك الأوكسجين في الجسم.

### الأيض
يلعب الكبد دوراً رئيسياً في استقلاب السكريات، البروتين، الأحماض الأمينية، والدهون.
أيض الكربوهيدرات:
- يؤدي الكبد العديد من الأدوار في استقلاب السكريات: يقوم الكبد باصطناع وتخزين حوالي 100 غرام من الجليكوجين بواسطة عملية تَكَوُّن الغليكوجين (Glycogenesis)، وهي تركيب الجليكوجين من الغلوكوز.
- عند الحاجة، يقوم الكبد بإطلاق الجلوكوز إلى الدم عبر عملية تَحَلُّل الغليكوجين، أي تحطيم الجليكوجين إلى الغلوكوز.[38]
- يعتبر الكبد مسؤولاً أيضاً عن استحداث السكر (Gluconeogenesis)، وهو اصطناع الجلوكوز من بعض الأحماض الأمينية، اللاكتات، الغليسيرول. تنتج الخلايا الدهنية والكبدية الغليسيرول عن طريق تحطيم الدهون، والذي يستخدمه الكبد لاستحداث السكر.[38]

أيض البروتينات:
- يعتبر الكبد المسؤول الرئيسي عن عملية استقلاب، تركيب، وتحطيم البروتين. كما أنه مسؤول عن تركيب جزء كبير من الأحماض الأمينية. يلعب الكبد دوراً في إنتاج عوامل التخثر، وكذلك إنتاج كريات الدم الحمراء.
- بعض البروتينات المُصنعَة بواسطة الكبد تشمل عوامل التخثر العامل I (الفيبرينوجين)، العامل II (البروثرومبين)، العامل V، العامل VII، العامل VIII، العامل IX، العامل X، العامل XI، العامل XIII، البروتين C، البروتين S، ومضاد الثرمبين (Antithrombin).
- في الثلث الأول من الحمل، يعتبر كبد الجنين هو الموقع الرئيسي لإنتاج كريات الدم الحمراء. بحلول الأسبوع الثاني والثلاثين من الحمل، يتولى نقي العظم هذه المهمة تقريباً بالكامل. كما يعتبر الكبد موقعاً رئيسياً لإنتاج ثرومبوبويتين، وهو هرمون بروتيني-سكري يحفز عملية إنتاج الصفيحات الدموية من قِبل نقي العظم.[39]

أيض الدهون:
- يلعب الكبد عدة أدوار في استقلاب الشحوم: تركيب الكوليسترول، تَكَوُّن الشحم، إنتاج الشحوم الثلاثية، ويتم تصنيع جزء كبير من البروتينات الشحمية في الكبد.
- أيضًا يلعب الكبد دوراً رئيسياً في عملية الهضم، إذ ينتج ويفرز الصفراء (سائل مصفر) اللازم لاستحلاب الدهون ويساعد على امتصاص فيتامين K من الغذاء. يفرز جزء من الصفراء مباشرة في العفج، ويتم تخزين بعضها الآخر في المرارة.
- يقوم الكبد بإنتاج عامل النمو الشبيه بالأنسولين-1، وهو هرمون بروتيني متعدد الببتيد يلعب دوراً هاماً في عملية النمو أثناء الطفولة وتستمر تأثيراته البنائية لدى البالغين.

### إزاله السمية
الكبد هو المسؤول عن تحطيم الأنسولين والهرمونات الأخرى. يقوم الكبد بربط البيليروبين عبر الاقتران الغلوكوروني، مما يسهل إفرازه إلى الصفراء. الكبد هو المسؤول عن تحطيم وإفراز العديد من الفضلات. إذ يلعب دوراً رئيسياً في تحطيم أو تعديل المواد السامة (عبر عمليات كميائية مثل المثيلة) ومعظم المنتجات الطبية في عملية تسمى استقلاب الدواء. هذا يؤدي في بعض الأحيان إلى التسمم، عندما يكون المستقلب أكثر سمية من سلائفه. عادة، تربط السموم ليتم إفرازها في الصفراء أو البول. يحطم الكبد الأمونيا إلى بولة كجزء من دورة البولة، ثم تفرز البولة في البول.

### تخزين الدم
يُعد الكبد عضو قابل للتمدد ، يمكنه تخزين كميات كبيرة من الدم في أوعيته الدموية. يبلغ حجم الدم الذي يخزنه الكبد حوالي 450 مليلتر في الحالات الطبيعية أي ما يقرب 10٪ من إجمالي حجم الدم في الجسم. في حالات امتلاء الأذين الأيمن بالدم نتيجة فشل القلب في تصريفه من شأنه أن يتسبب بضغط عكسي على الكبد وبالتالي يمتلء الكبد بالدم ويمكنه تخزين مايقارب من 0.5 إلى 1 لتر من الدم الزائد في الأوردة الكبدية والجيوب الكبدية . وبالتالي ، فإن الكبد في الواقع هو عضو وريدي كبير قابل للتوسع وقادر على العمل كمخزن للدم الزائد في حالات زيادة حجم الدم وقادر على إمداد الجسم بالمزيد من الدم في أوقات انخفاض حجم الدم.

### وظائف أخرى
- يخزن الكبد العديد من المواد، بما في ذلك الغلوكوز (على شكل جليكوجين)، فيتامين A (مخزونه يكفي سنة إلى سنتين)، فيتامين D (مخزونه يكفي شهر إلى أربعة أشهر)، وفيتامين B12 (مخزونه يكفي 3 إلى 5 سنوات)،[41] فيتامين K، فيتامين E، الحديد، الزنك، النحاس، الكوبالت، الموليبدنوم، وما إلى ذلك.
- يقوم الكبد بتكوين خلايا الدم البيضاء والحمراء خلال الأشهر الثلاثة الأولى من عمر الجنين ،ويكون الكبد هو الموقع الرئيسي لإنتاج الدم ، وبحلول الأسبوع الثاني والثلاثين من الحمل ، يكون النخاع العظمي قد تولى هذه المهمة بالكامل تقريبًا.[42]
- يساعد الكبد في تنقية الدم. حيث تقوم خلايا كوبفر ببلعمة خلايا الدم الميتة والبكتيريا في الدم.[43]
- يعتبر الكبد مسؤولاً عن التأثيرات المناعية، إذ يحتوي الكبد على جملة البلعميات والوحيدات، التي فيها العديد من الخلايا النشطة مناعياً، أي يعمل الكبد كمصفاه للمستضدات التي يحملها الجهاز البابي الكبدي.
- ينتج الكبد الألبومين، البروتين الأكثر وفرة في مصل الدم، الذي يُعد ضروري للحفاظ على الضغط الجِرْمِيّ، ويمنع إنتقال السوائل من الأوعية الدموية إلى الخارج، ويعمل بمثابة ناقل للأحماض الدسمة والهرمونات الستيرويدية.
- يقوم الكبد بتصنيع مولد الأنجيوتنسين، وهو هرمون مسؤول عن رفع ضغط الدم عند تنشيطه بواسطة الرينين (إنزيم تطلقه الكلية عندما تستشعر انخفاض ضغط الدم).
- ينتج الكبد إنزيم الكاتالاز من أجل تحطيم بيروكسيد الهيدروجين، وهو مادة شديدة السمية بسبب كونه عامل مؤكسد قوي، في الماء والأكسجين.

### مع التقدم بالعمر
تتناقص القدرة التأكسدية للكبد مع تقدم العمر، وبالتالي فإن أي أدوية تتطلب الأكسدة (على سبيل المثال، البنزوديازيبينات) ستتراكم على الأرجح إلى مستويات سامة. لذا، تُفضل الأدوية ذات عمر النصف الأقصر، مثل لورازيبام وأوكسازيبام، في معظم الحالات عندما تكون البنزوديازيبينات مطلوبة فيما يتعلق بطب الشيخوخة.

## أمراض الكبد
يعتبر الكبد عضواً حيوياً ويدعم تقريباً جميع الأعضاء الأخرى في الجسم. نظراً لموقعه الاستراتيجي ووظائفه المتعددة، فإن الكبد عرضة أيضاً للعديد من الأمراض. تعد الباحة العارية للكبد مكان معرض لخطر انتقال العدوى من تجويف البطن إلى التجويف الصدري.
- التهاب الكبد هو حالة شائعة من أمراض الكبد. السبب الأكثر شيوعاً له هو الفيروسات، والأكثر شيوعاً من هذه الفيروسات هي فيروسات التهاب الكبد (A، B، C، D، E). بعض هذه الفيروسات تنتقل عبر الاتصال الجنسي.

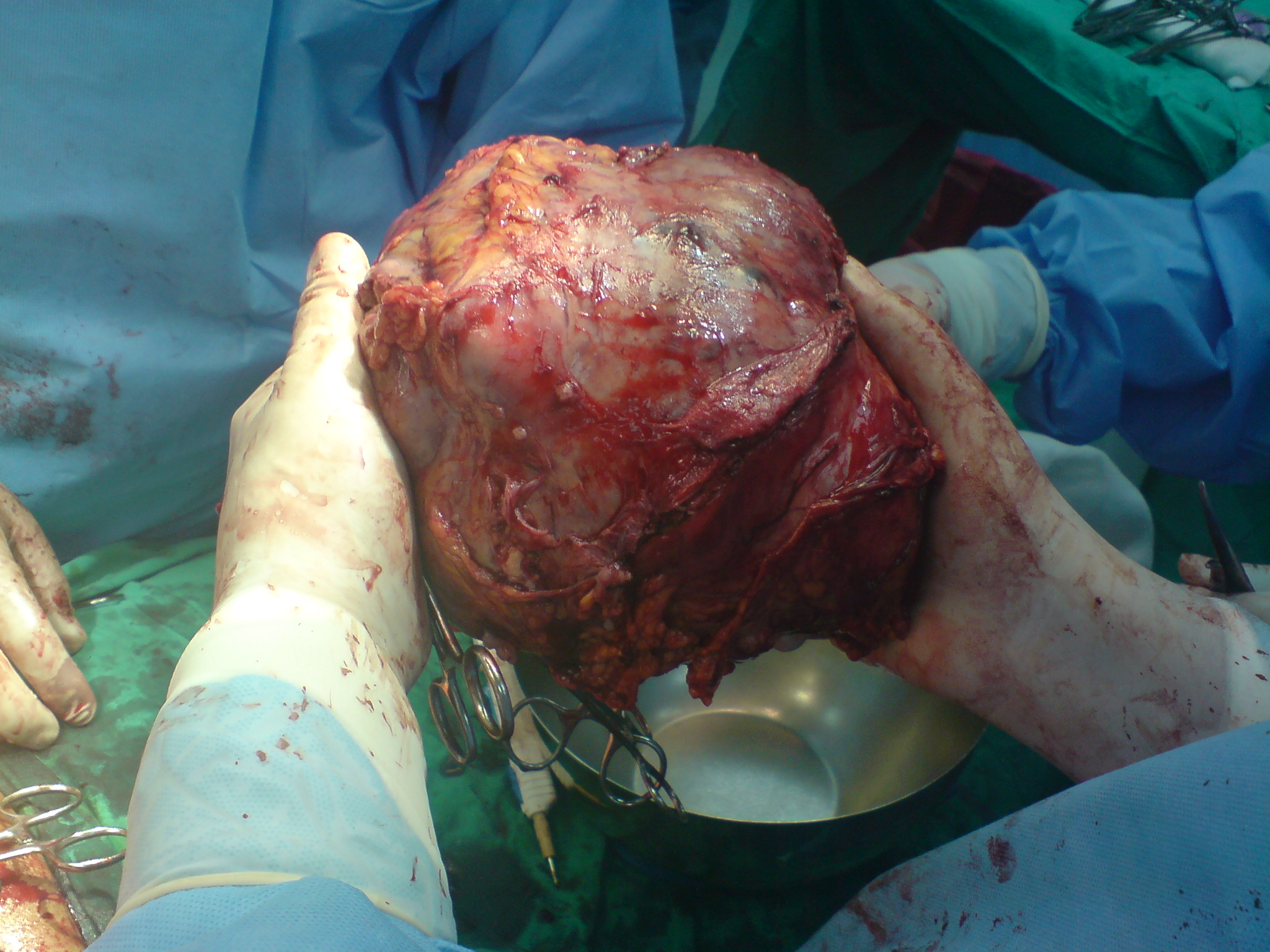
ورم الفص الأيسر للكبد.

يمكن أن يحدث الالتهاب أيضاً بسبب فيروسات أخرى: مثل فيروس الحلأ البسيط (من عائلة الفيروسات الحلئية). تعد العدوى المزمنة (وليس الحادة) بفيروس التهاب الكبد B أو فيروس التهاب الكبد C هي السبب الرئيسي لسرطان الكبد.
عالمياً، هناك حوالي 248 مليون مصاب بالتهاب الكبد B المزمن (إذ يقدر عدد المصابين في الولايات المتحدة بـ 843,724). ويوجد 142 مليون مصاب بالتهاب الكبد C المزمن (إذ يقدر عدد المصابين في الولايات المتحدة بـ 2.7 مليون). يوجد عالمياً حوالي 114 مليون حالة التهاب الكبد A و20 مليون حالة التهاب الكبد E، لكن هذه الحالات تشفى عادةً ولا تصبح مزمنة.
التهاب الكبد D هو «تابع» لالتهاب الكبد B (يمكن أن تحدث العدوى فقط في وجود التهاب الكبد B)، ويسبب عدوى مرافقة عند ما يقرب من 20 مليون شخص مصاب بالتهاب الكبد B، عالمياً.
- يحدث اعتلال الدماغ الكبدي بسبب تراكم السموم في مجرى الدم والتي تتم إزالتها عادةً بواسطة الكبد. هذا الحالة يمكن أن تؤدي إلى سبات، ويمكن أن تسبب الوفاة.
- تصنف الاضطرابات الأخرى الناجمة عن الاستهلاك المفرط للكحول تحت مسمى أمراض الكبد الكحولية. تشمل هذه الأمراض التهاب الكبد الكحولي، الكبد الدهني، وتشمع الكبد. العوامل التي تساهم في تطور أمراض الكبد الكحولية ليست فقط كمية وتواتر استهلاك الكحول، لكن يمكن أن تشمل أيضًا الجنس، الوراثة، والأذية الكبدية.
- يمكن أن يحدث تلف الكبد بسبب الأدوية، خاصة الباراسيتامول والأدوية المستخدمة لعلاج السرطان.
- يمكن أن يحدث تمزق الكبد بسبب لكمة كبدية في الرياضات القتالية.
- متلازمة بود كياري هي حالة يسببها انسداد الأوردة الكبدية التي تُصرِّف الدم من الكبد. تتظاهر أعراض المرض بألم بطن، حبن، وتضخم الكبد.[51]

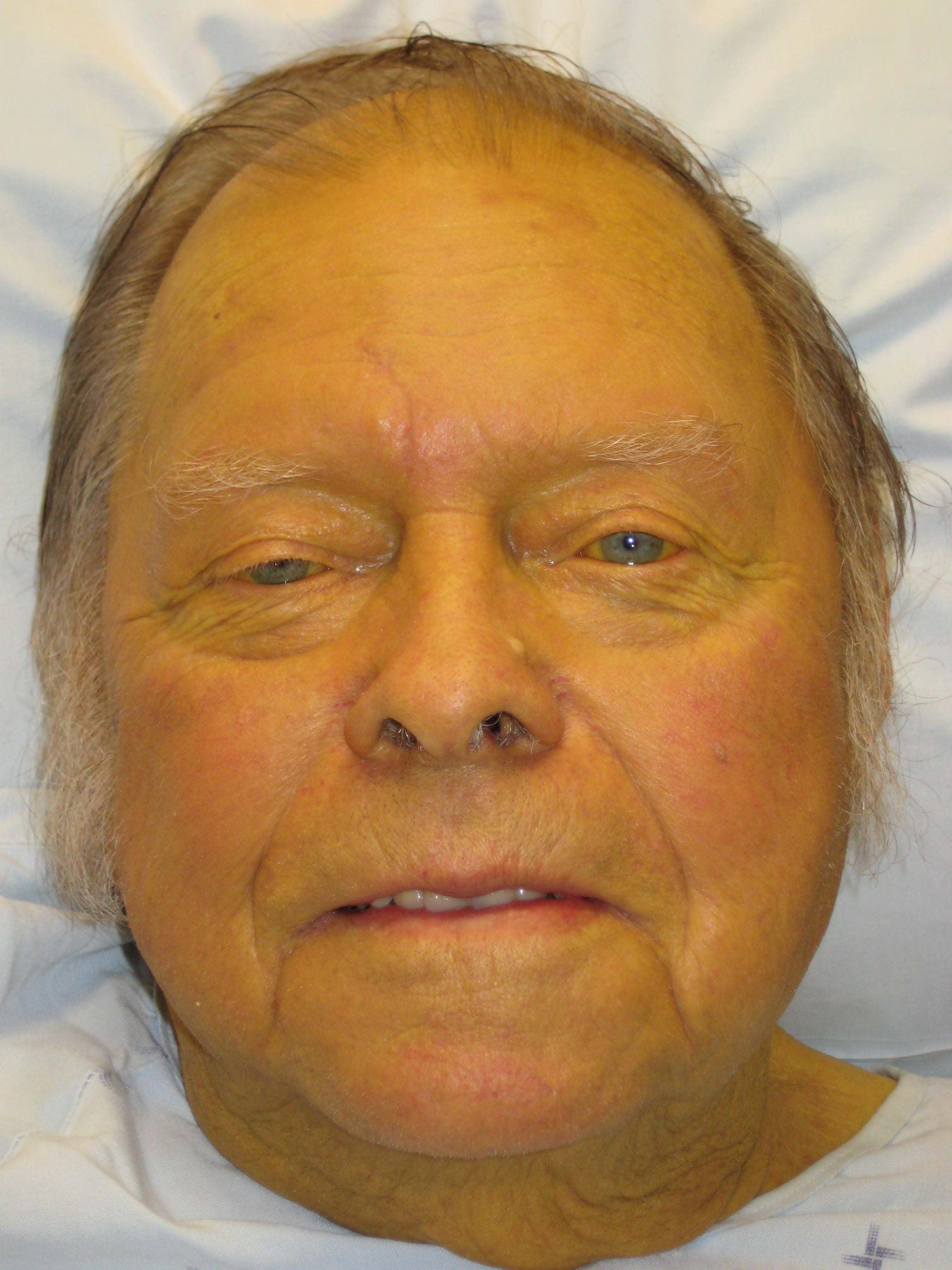
اليرقان، أشيع عرض لأمراض الكبد.

- التهاب الأقنية الصفراوية البدئي هو مرض مناعي ذاتي.[52][53] يتميز بالتدمير التدريجي البطيء للقنوات الصفراوية الصغيرة في الكبد، مع إصابة باكرة للقنوات داخل الفصيصات (قنوات هيرينغ).[54] عندما تتخرب هذه القنوات، تتراكم الصفراء والسموم الأخرى في الكبد (ركود صفراوي) وتؤدي مع مرور الوقت إلى تلف أنسجة الكبد إلى جانب التلف الناتج عن المناعة. وبالتالي يمكن أن يؤدي المرض إلى تندب (تليف) وتشمع الكبد.
- يزيد تشمع الكبد من مقاومة تدفق الدم في الكبد، ويمكن أن يؤدي إلى ارتفاع توتر وريد الباب. يمكن أن تحدث نتيجة ذلك تفاغرات محتقنة بين جهاز وريد الباب والدورة الدموية الجهازية.
- تترافق العديد من أمراض الكبد باليرقان الناجم عن ارتفاع مستويات البيليروبين. إذ ينتج البيليروبين عن تحطم الهيموغلوبين في كريات الدم الحمراء الميتة، عادة، يزيل الكبد البيليروبين من الدم ويطرحه في الصفراء.
- هناك أيضاً العديد من أمراض الكبد لدى الأطفال، تتضمن رتق القناة الصفراوية، عوز ألفا -1- أنتي تربسين، متلازمة ألاجيل، ركود صفراوي وراثي داخل الكبد مترقي، كثرة المنسجات لخلايا لانجرهانز، ورم وعائي كبدي كهفي، وهو الورم الحميد الأكثر شيوعاً في الكبد.
- مرض الكبد متعدد الكيسات هو اضطراب وراثي يتسبب في تكوين كيسات متعددة في أنسجة الكبد، عادة ما يكون ذلك في وقت لاحق من العمر، وعادة ما يكون لا عَرَضي.
- تتداخل الأمراض مع وظائف الكبد مما يؤدي إلى تشوش هذه الوظائف. ومع ذلك، فإن الكبد لديه قدرة كبيرة على التجدد وقدرة احتياطية كبيرة. لذا في معظم الحالات، يسبب الكبد الأعراض فقط بعد تلف كبير يصيب نسيجه.
- يشير تضخم الكبد إلى زيادة في حجمه ويمكن أن يحدث بسبب العديد من الأسباب. يمكن جس التضخم عن طريق قياس فسحة الكبد. يمكن تشخيص أمراض الكبد عن طريق اختبارات وظائف الكبد والاختبارات الدموية التي يمكن أن تُقدِّم دلالات مختلفة (على سبيل المثال، يتم إنتاج بروتينات الطور الحادة بواسطة الكبد استجابة للأذية أو الالتهاب).

### الأعراض

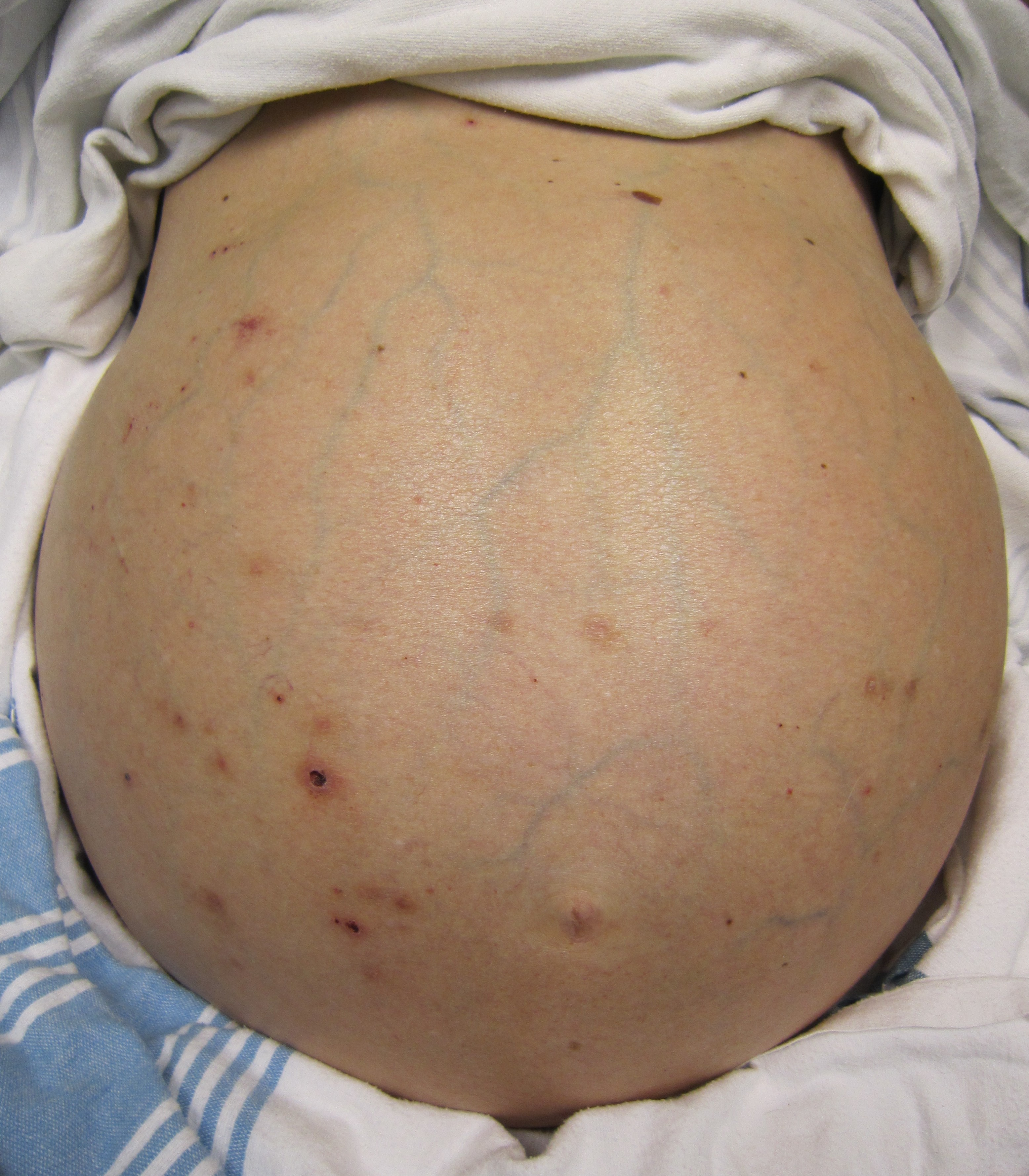
مريض تشمع كبد تطور لديه حبن غزير نتيجة ارتفاع توتر وريد الباب

تشمل الأعراض الكلاسيكية لتخرب الكبد ما يلي:
1. يصبح البراز شاحب عندما يغيب الستيركوبيلين من البراز. ستيركوبيلين (صبغ صفراوي يطرح في البول والبراز) مشتق من مستقلبات البيليروبين المنتجة في الكبد.
2. يصبح البول داكناً عندما يختلط البيليروبين مع البول.
3. اليرقان (اصفرار الجلد و/أو بياض العينين) حيث يترسب البيليروبين في الجلد، مما يسبب حكة شديدة. تعتبر الحكة هي الشكوى الأكثر شيوعاً عند المصابين بقصور الكبد، وعادة ما تكون معندة على العلاج بالأدوية.
4. يحدث زيادة في حجم البطن نتيجة الحبن، وتورم في الكاحلين والقدمين بسبب فشل الكبد في إنتاج الألبومين.
5. يحدث التعب المفرط نتيجة لنقص المواد الغذائية، المعادن، والفيتامينات بشكل عام.
6. الكدمات وسهولة النزف. يُصنِع الكبد عوامل التخثر، وهي مواد تساعد على منع النزف. عندما يحدث تخرب الكبد، تغيب هذه العوامل وبالتالي قد يحدث نزف حاد.[55]
7. يمكن أن ينتج الألم في الربع العلوي الأيمن من البطن عن تمطط محفظة غليسون في حالات التهاب الكبد ومقدمة الارتعاج الحملي.

### التشخيص
يتم تشخيص أمراض الكبد عبر اختبارات وظائف الكبد (مجموعة من الاختبارات الدموية) والتي يمكن أن تُظهِر بسهولة مدى تخرب الكبد. إذا اُشتبه بالعدوى، عندئذٍ يتم إجراء اختبارات مصلية أخرى.
الفحص السريري للكبد يمكن أن يحدد حجمه ووجود المضض فقط، وقد تكون هناك حاجة أيضاً إلى بعض أشكال التصوير مثل الموجات فوق الصوتية أو التصوير المقطعي المحوسب.
في بعض الأحيان يكون من الضروري إجراء خزعة للكبد، وأخذ عينة من الأنسجة من خلال إبرة يتم إدخالها عبر الجلد أسفل القفص الصدري مباشرة. يمكن أخذ الخزعة بتوجيه الموجات فوق الصوتية.

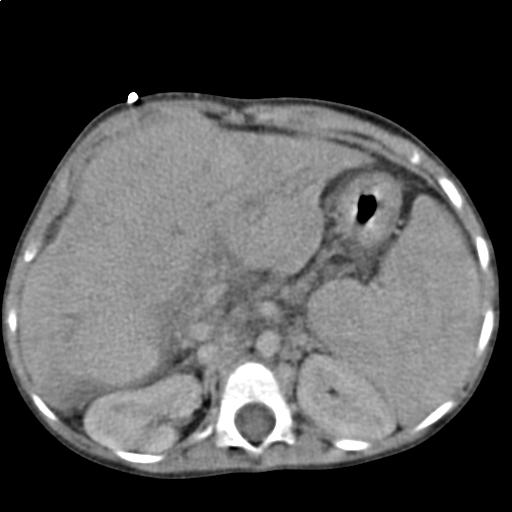
صورة طبقي محوري للكبد، تظهر تشمع الكبد.
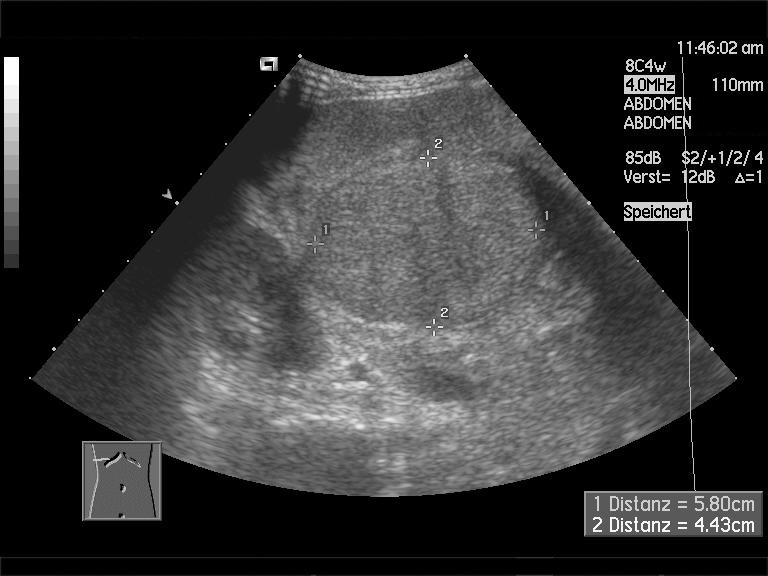
تصوير البطن بالموجات فوق الصوتية (مقطع عرضي) يظهر تشمع الكبد مع تشكيل عقدي عند طفل عمره 3 سنوات.
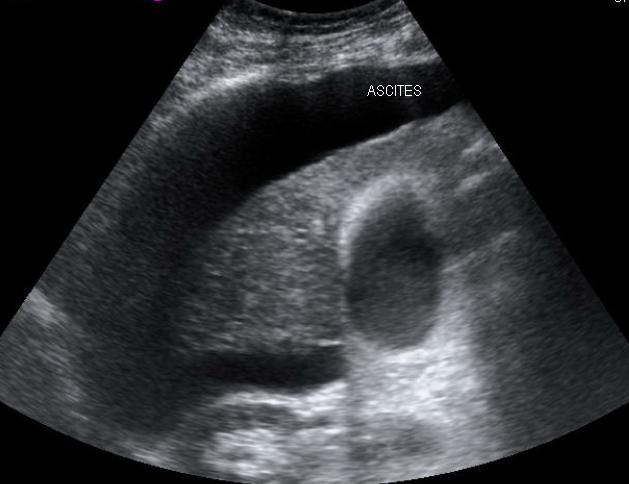
تصوير بالموجات فوق الصوتية، تظهر تشمع كبد وحبن.
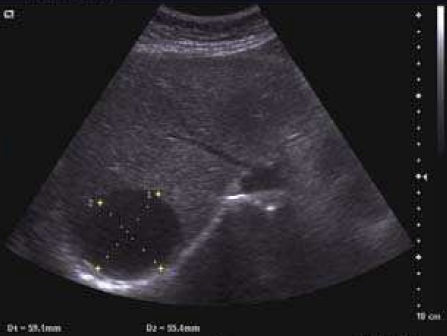
تصوير بالموجات فوق الصوتية، تظهر كيسة كبدية.
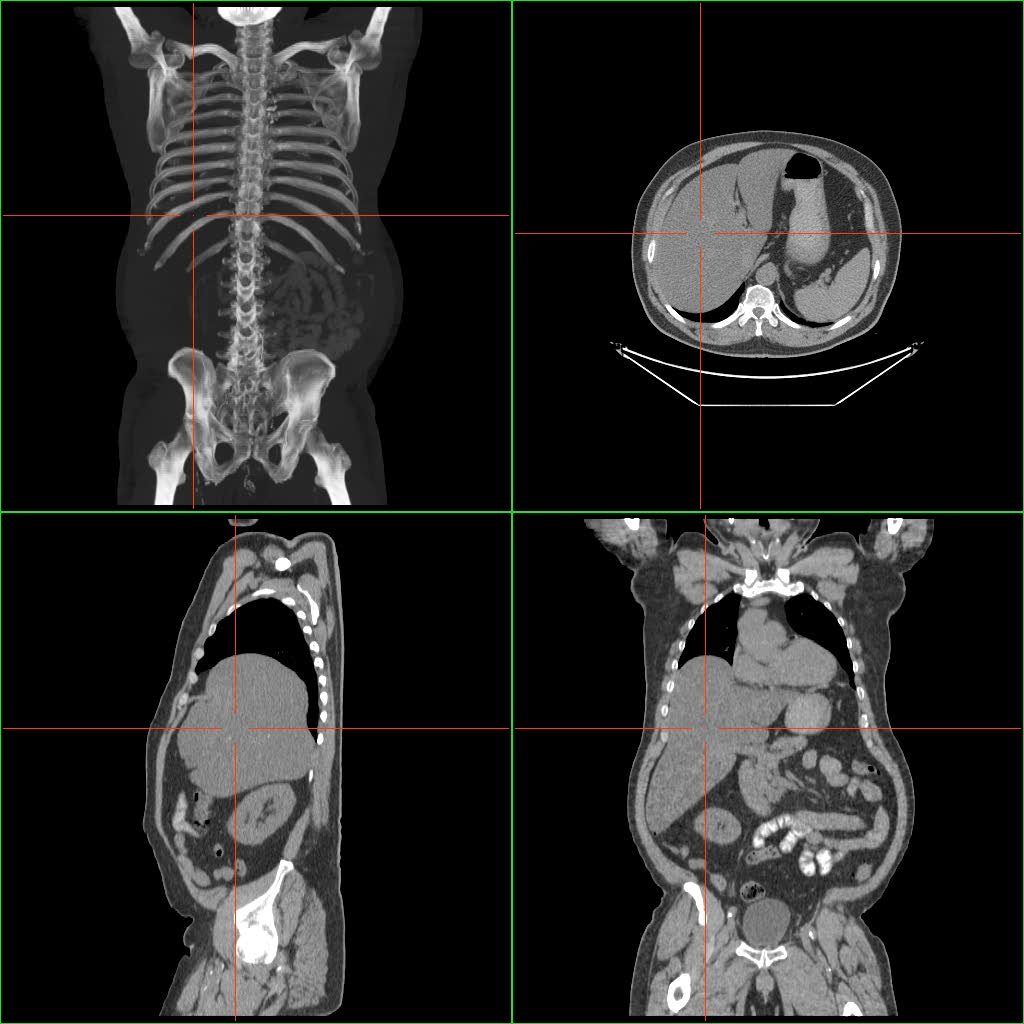
صور طبقي محوري للكبد، تظهر ضخامة كبدية.

## تجدد الكبد

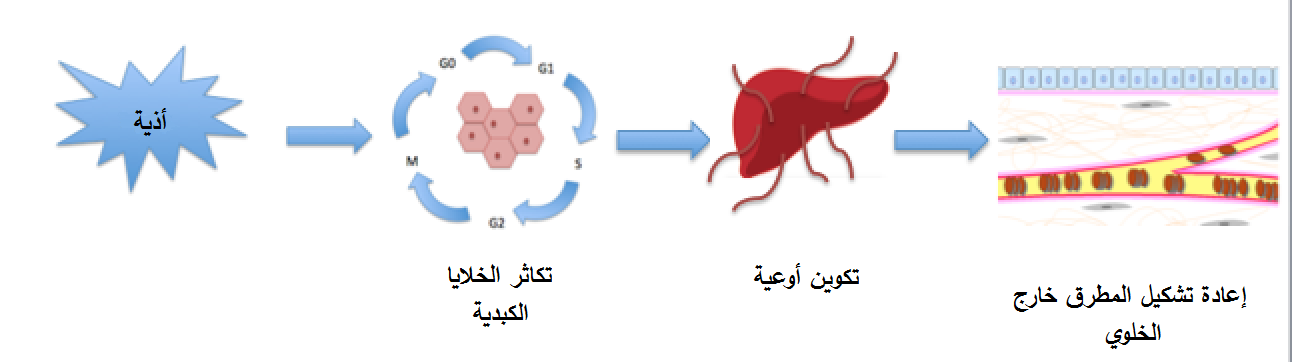
آلية تجدد الكبد عند الإنسان البالغ

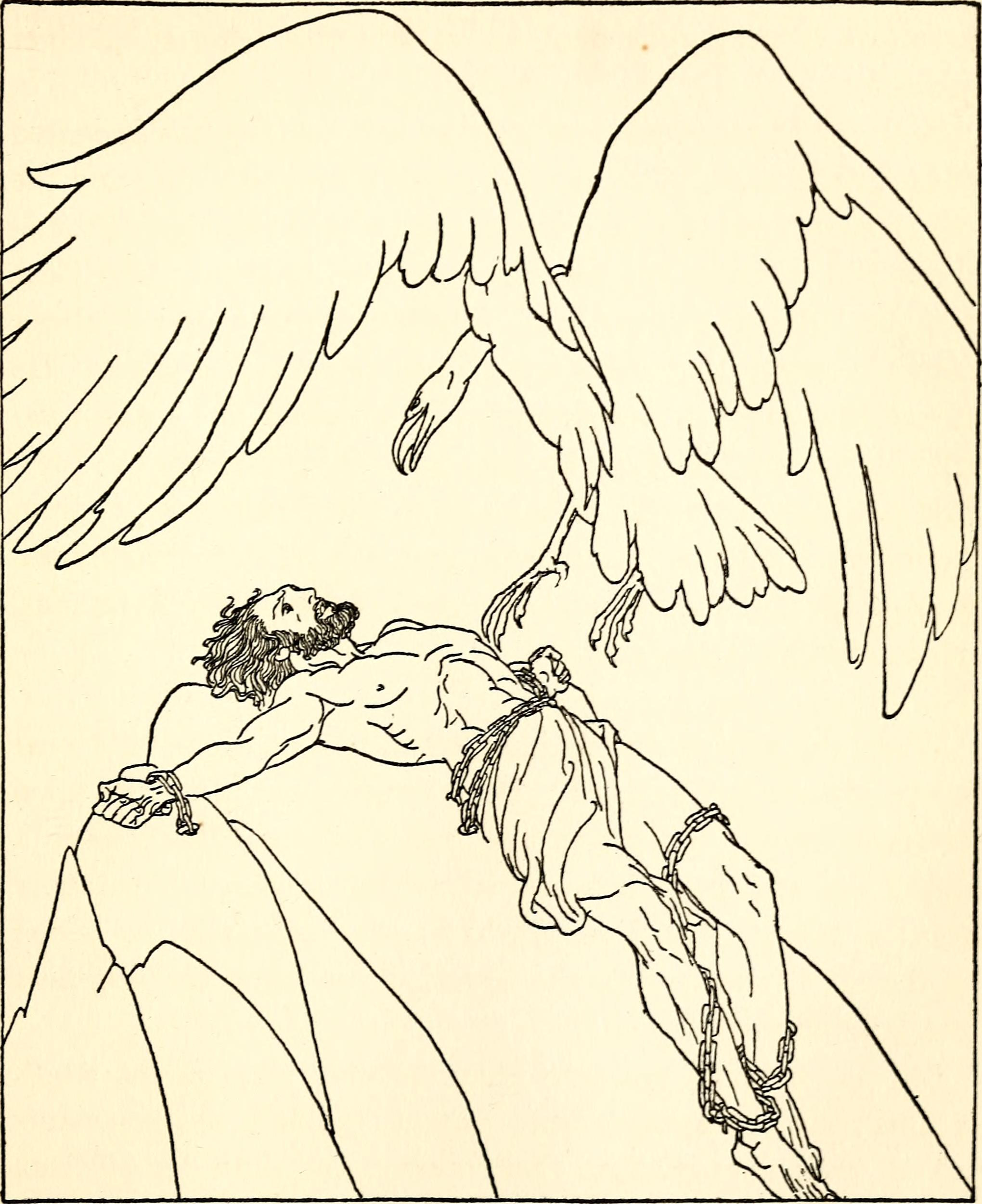
تيتان بروميثيوس مقيد بالسلاسل إلى صخرة في القوقاز بينما يقوم النسر بالتهام كبده.

الكبد هو العضو البشري الداخلي الوحيد القادر على التجديد الطبيعي للأنسجة المفقودة، إذ أن أقل من 25٪ من الكبد يمكن أن يتجدد إلى كبد كامل. ومع ذلك، هذا التجدد ليس حقيقياً وإنما نمو تعويضي في الثدييات. أي لا تنمو الفصوص التي تمت إزالتها، إذ يعتبر نمو الكبد هو استعادة الوظيفة، وليس الشكل الأصلي له، وهذا يتناقض مع التجدد الحقيقي (تتم استعادة كل من الوظيفة والشكل الأصلي).
في بعض الأنواع الأخرى، مثل الأسماك، يخضع الكبد لتجدد حقيقي عن طريق استعادة كل من شكل وحجم العضو. في الكبد، يتم تشكيل مناطق كبيرة من الأنسجة ولكن لتكوين خلايا جديدة يجب أن يكون هناك كمية كافية من المواد الضرورية أي يجب أن تصبح الدورة الدموية أكثر نشاطاً.
يحدث هذا في الغالب بسبب إعادة دخول الخلايا الكبدية دورة الخلية. أي تنتقل خلايا الكبد من مرحلة G0 الهادئة إلى مرحلة G1 وتخضع للانقسام، يتم تنشيط هذه العملية بواسطة مستقبلات p75. هناك أيضاً بعض الأدلة على وجود خلايا جذعية ثنائية القدرة، تسمى خلايا الكبد البيضاوية أو الكريات الإهليلجية، التي يعتقد أنها موجودة في قنوات هيرينج (يجب عدم الخلط بينها وبين خلايا الدم الحمراء البيضاوية في كثرة الكريات الإهليلجية).
يمكن أن تتمايز هذه الخلايا إلى خلايا كبدية أو خلايا صفراوية. الخلايا الصفراوية هي خلايا ظهارية مبطنة للقنوات الصفراوية. وهي ظهارة مكعبة في الأقنية الصفراوية الصغيرة بين الفصيصات، لكنها تصبح عمودية ومفرزة للمخاط في القنوات الصفراوية الكبيرة القريبة من باب الكبد والقنوات خارج الكبدية. تجرى الأبحاث حول استخدام الخلايا الجذعية لتوليد كبد اصطناعي.
تشير الأعمال العلمية والطبية المتعلقة بتجدد الكبد في كثير من الأحيان إلى اليوناني تيتان بروميثيوس الذي كان مقيداً بالسلاسل إلى صخرة في القوقاز. وفي كل يوم، كان نسر يلتهم كبده لينمو مرة أخرى في كل ليلة. تشير الأسطورة إلى أن اليونانيين القدماء ربما عرفوا بقدرة الكبد الرائعة على إعادة الإصلاح والتجدد.

## زرع الكبد

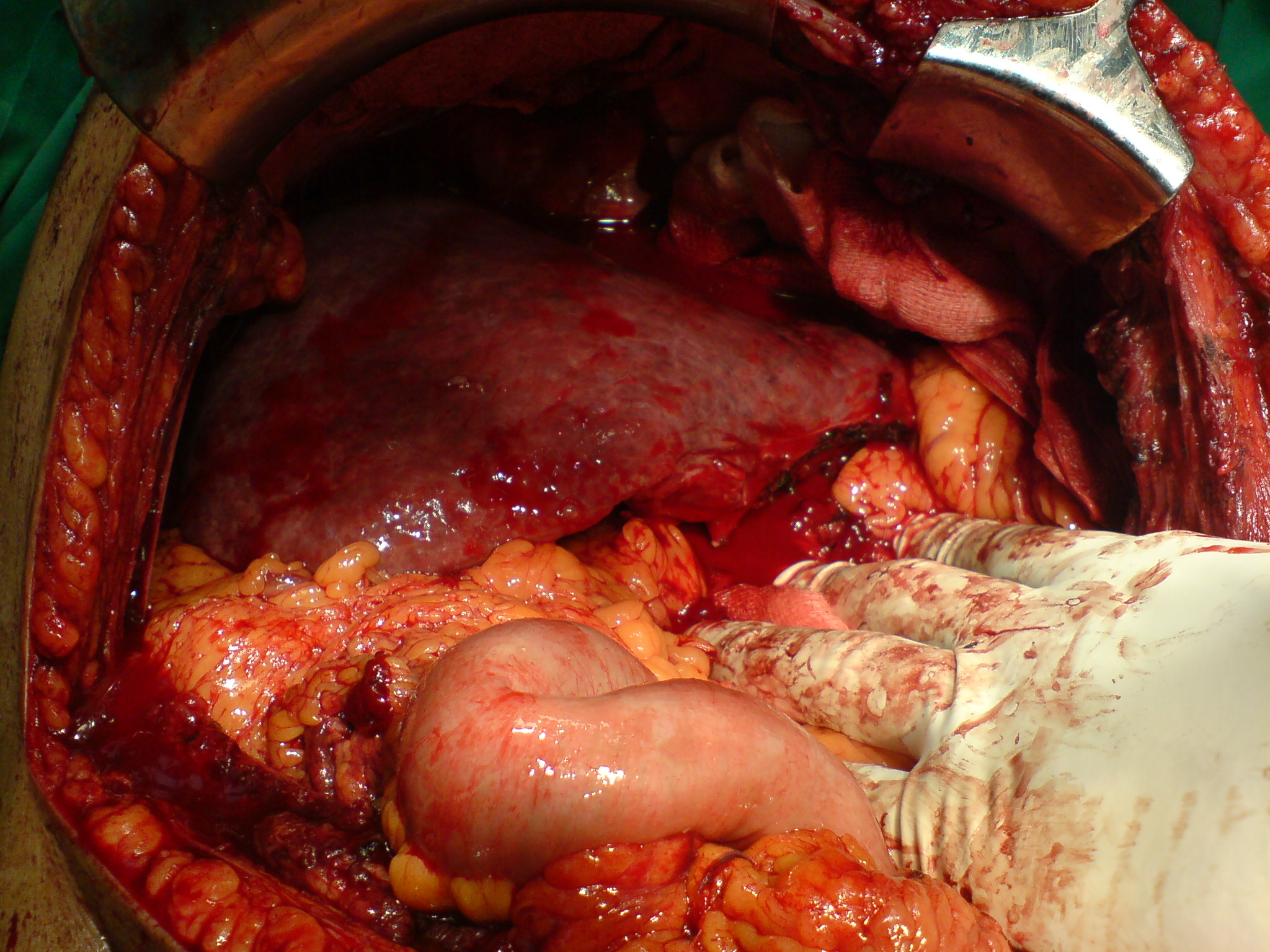
بعد استئصال ورم الفص الأيسر للكبد

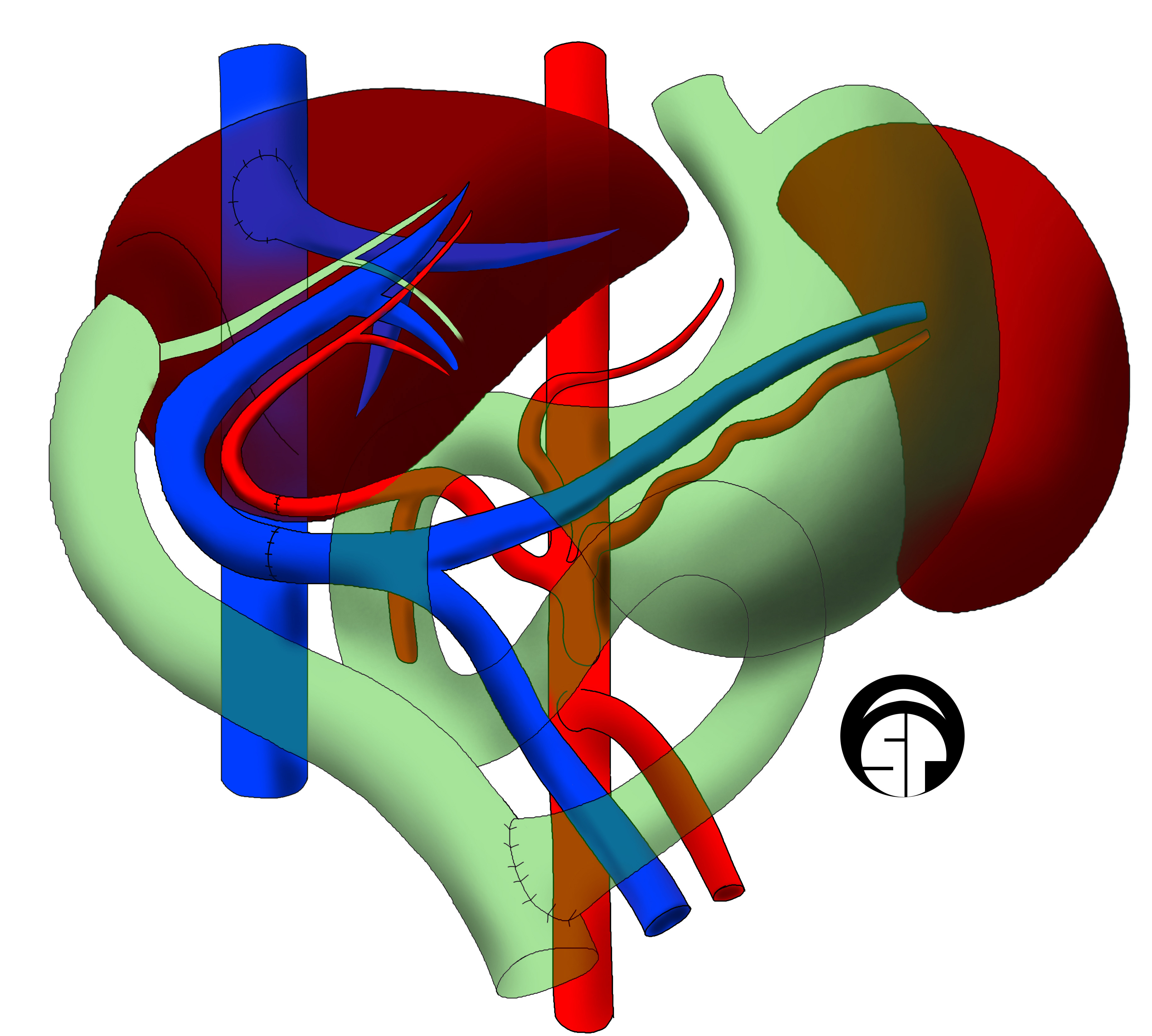
شكل توضيحي لعملية زرع الكبد الأيسر

تم إجراء عمليات زرع الكبد البشري لأول مرة بواسطة توماس ستارزل في الولايات المتحدة وروي كالن في كامبريدج بإنجلترا في عامي 1963 م و1967 م على التوالي.
زرع الكبد هو الخيار الوحيد لأولئك الذين يعانون من فشل الكبد اللاعكوس. تتم معظم عمليات الزرع لعلاج أمراض الكبد المزمنة التي تؤدي إلى تشمع الكبد، مثل التهاب الكبد المزمن C، الكحولية، والتهاب الكبد المناعي الذاتي. بشكل أقل شيوعاً، يتم إجراء زرع الكبد بسبب فشل الكبد الخاطف، حيث يحدث فشل الكبد على مدار أيام إلى أسابيع.
عادةً ما يتم الحصول على الطعم الخَيْفِي (طعم من فرد ينتمي لنفس النوع) من متبرعين ماتوا بسبب إصابة دماغية قاتلة. إن عملية زرع الكبد من متبرع حي هي تقنية يتم فيها أخذ جزء من كبد الشخص الحي (استئصال الكبد) واستخدامه ليحل محل كامل الكبد.
تم إجراء هذه التقنية لأول مرة في عام 1989 م لزراعة كبد عند الأطفال، إذ أن 20% فقط من كبد البالغين (قطع كينوود 2 و3) كافي ليكون بمثابة طعم خيفي لكبد الرضيع أو الطفل الصغير.
مؤخراً، تم إجراء عملية زرع كبد من بالغ إلى بالغ باستخدام الفص الكبدي الأيمن للمتبرع، الذي يشكل 60% من الكبد. نظراً لقدرة الكبد على التجدد، ينتهي كل من المُتبرع والمُتلقي بوظيفة كبدية طبيعية إذا سارت الأمور على ما يرام.
هذا الإجراء أكثر إثارة للجدل، لأنه يستلزم خضوع المتبرع إلى عملية أكبر بكثير، وبالفعل كان هناك ما لا يقل عن وفاة شخصين من بين مئات الحالات الأولى المتعددة. عالج منشور حديث مشكلة وفيات المتبرعين، وقد وجدت 14 حالة وفيات على الأقل. خطر حدوث مضاعفات ما بعد الجراحة والموت في العمليات على الجانب الأيمن من الكبد أكبر بكثير من العمليات على الجانب الأيسر.
مع التطورات الحديثة للتصوير غير الراض، عادة ما يضطر المتبرعون الأحياء إلى تصوير الكبد لتحديد ما إذا كان تشريح الكبد طبيعي ويُمَكِّن الشخص من التبرع. يتم إجراء التقييم عادة بواسطة التصوير المقطعي المحوسب متعدد المكشاف (MDCT) والتصوير بالرنين المغناطيسي (MRI). التصوير المقطعي المحوسب متعدد المكشاف جيد في دراسة التشريح الوعائي والمقياسية الحجمية. يستخدم التصوير بالرنين المغناطيسي لدراسة تشريح الشجرة الصفراوية.
يفيد تصوير المانحين كشف الشذوذات الوعائية الكبدية التي تجعل المانح غير مناسب للتبرع، وبالتالي تجنيبه عمليات جراحية غير ضرورية.

## المجتمع والثقافة

### في اللغة
- تذكر اللغات الفارسية، الأردية، والهندية (جگرأو जिगर أو jigar) الكبد مجازياً للإشارة إلى الشجاعة والمشاعر القوية، في اللغة العامية الفارسية، يتم استخدام jigar كصفة لأي شيء مرغوب فيه، خاصة عند النساء.
- تشير لفظة الكبد في اللغة العربية، إلى «أغلى ما عندك» أو «أفضل ما لديك»، على سبيل المثال، قول الرسول محمد ﷺ «هذه مكة قد ألقت إليكم أفلاذ كبدها» «أي أن قريش قد أرسلت صناديدها، وسادتها، وفرسانها، وأبطالها».[66][67] وأيضاً نذكر قول الشاعر حِطّان بنِ الْمُعَلَّي الطَّائِي: وإنّـمــا أولادُنــا بيننـــا....أكـبــادُنـا تمشــي علــى الأرضِ.[68]
- إن مصطلح jan e jigar، يعني حرفياً «قوة كبدي»، وهو مصطلح محبب باللغة الأردية.
- في لغة الزولو، كلمة الكبد (isibindi) هي نفس كلمة الشجاعة.

### علاقته بالروح والمشاعر
- بعض الثقافات تعتبر الكبد بمثابة مَقَرّ الروح.[69]
- أما أفلاطون، وفي علم وظائف الأعضاء اللاحق، كان يُعتقد أن الكبد هو مَقر أحلك المشاعر (وتحديداً الغيظ والغيرة والجشع) التي تدفع الرجال إلى العمل.[70]
- يشير التلمود (tractate Berakhot 61b) إلى الكبد كمَقر للغضب، بينما تُبطِل المرارة هذا.

### الكهانة والأساطير

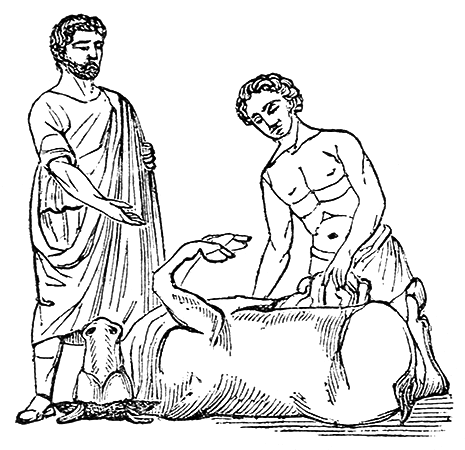
عراف الأحشاء

- مارست العديد من الشعوب القديمة في الشرق الأدنى ومناطق البحر الأبيض المتوسط نوعاً من العرافة (الكهانة) تسمى عراف الأحشاء (Haruspicy) أو (Hepatomancy)، حيث حاولوا الحصول على معلومات عن طريق فحص كبد الأغنام وغيرها من الحيوانات.
- في الأساطير اليونانية، عاقبت الآلهة بروميثيوس (لأنه كشف النار للبشر) من خلال ربطه بصخرة حيث ينقر عُقاب (أو نسر) كبده، الذي يتجدد بين عشية وضحاها، إذ أن الكبد هو العضو البشري الداخلي الوحيد الذي يمكنه في الواقع تجديد نفسه إلى حد كبير.
- تقول أسطورة جونسون آكل الأكباد (توفي عام 1900) إنه كان يقطع ويأكل كبد هنود كرو انتقاماً لزوجته التي قُتلت على يدهم.

### التأثيرات النفسية للكبد

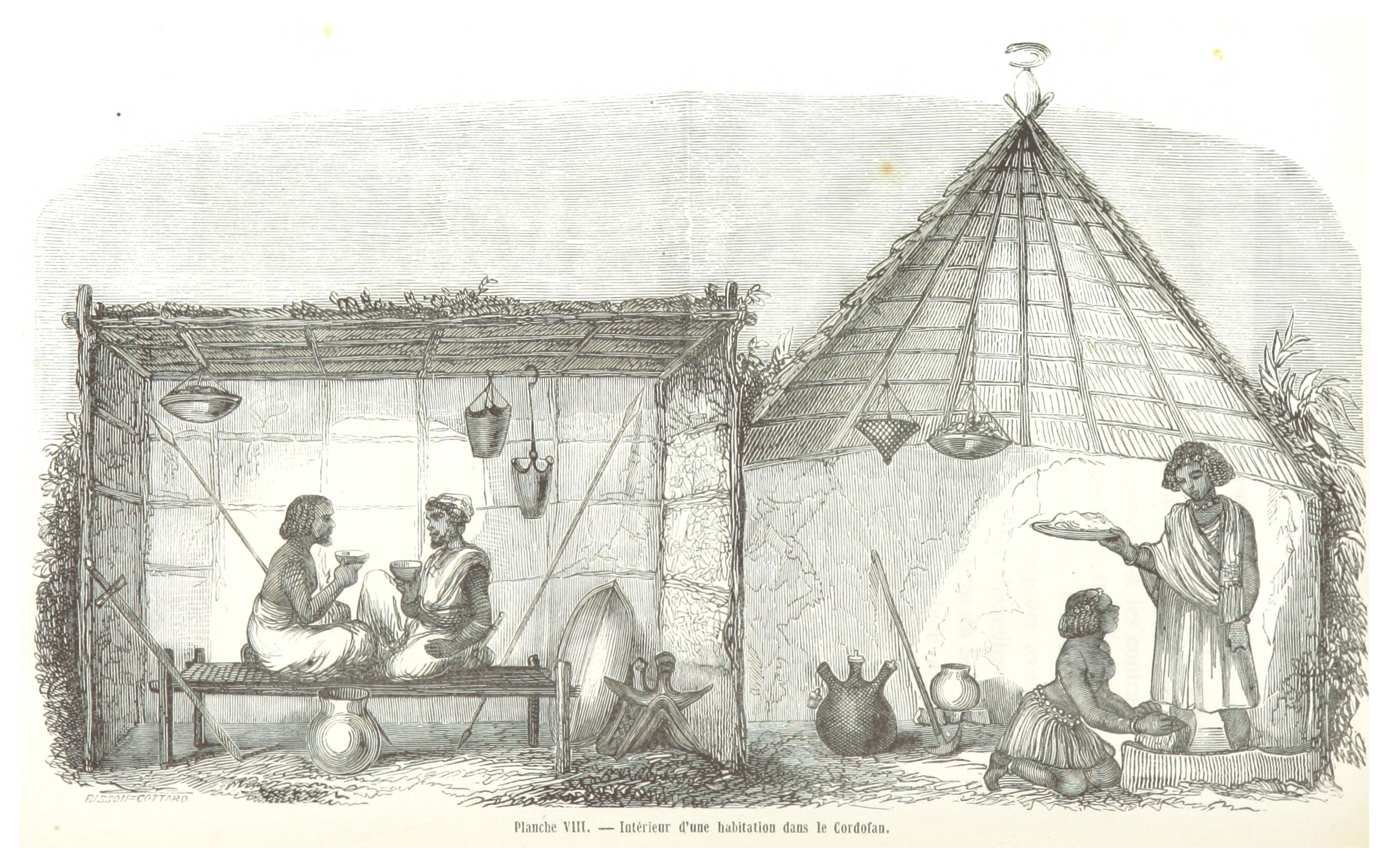
مشهد الشرب في القرن التاسع عشر في كردفان، موطن قبيلة حمر، حيث يشربون من مشروب محضر من كبد الزرافة. لوحة «الصحراء والسودان» (Le Désert et le Soudan) بريشة ستانيسلاس ديسكايراك دي لوتور (Stanislas d'Escayrac de Lauture)

حُمُر، وهي أحد القبائل في المجموعة العرقية البقارة، تنتمي إلى جنوب غرب كردفان في السودان ويتحدثون باللهجة التشادية، يُحَضِّرون مشروباً (غير كحولي) من كبد ونقي عظام الزرافة يطلقون عليه اسم «أم نيولوخ» (umm nyolokh)، ويزعمون أنه مُسكِر، ويسبب أحلام وحتى الاستيقاظ بسبب الهلاوس. لاحظ عالم الأنثروبولوجيا إيان كونيسون، الذي رافق حُمُر في إحدى حملات صيد الزرافات في أواخر الخمسينيات، ما يلي:
 يقال أن الشخص، حالما يشرب أم نيولوخ، سيعود إلى الزرافة مراراً وتكراراً. إن حمر، كونهم مهديين، يمتنعون عن المُسكِرات والحمراوي لا يشرب الخمر أو البيرة أبداً. لكنه يستخدم هذه الكلمة لوصف التأثيرات التي تسببها أم نيولوخ.
وجدت قصة كونيسون الرائعة عن التأثير النفسي لكبد الثدييات على ما يبدو طريقها من ورقة علمية غامضة إلى الأدب السائد من خلال محادثة بين الدكتور ويندي جيمس (من معهد الأنثروبولوجيا الاجتماعية والثقافية بجامعة أكسفورد) وريتشارد رودجلي (أخصائي في استخدام المهلوسات والمسكرات في المجتمع)، الذي كتب موسوعة المواد ذات التأثير النفسي. يفترض رودجلي أن وجود المركب المهلوس DMT قد يفسر الخواص التسممية المفترضة لـأم نيولوخ.
كونيسون نفسه، من ناحية أخرى، وجد أنه من الصعب أن يؤمن بأن مشروب حمر مُسكر:
 لا يمكنني إلا أن أفترض أنه لا يوجد مادة مسكرة في المشروب وأن التأثير الذي ينتجه هو مجرد مسألة مجازية، أي أن تأثيره يشبه تأثير الغُفْل.
ومع ذلك، فإن دراسة إنثيوجين بشكل عام، بما في ذلك الإنثيوجين ذو الأصل الحيواني (مثل المستخلص من الأسماك المهلوسة وسم علجوم نهر كولورادو) أحرزت تقدماً كبيراً في السنوات الستين التالية لتقرير كونيسون، أما فكرة أن بعض مصادر التسمم قد تتواجد في كبد الزرافة يبدو بعيد المنال -كما كان في يوم كونيسون- على الرغم من أن الدليل القاطع سيتعين عليه انتظار نتائج تحليلات مفصلة للعضو الحيواني المعني والشراب المحضر منه.

### استخلاص السموم من الكبد

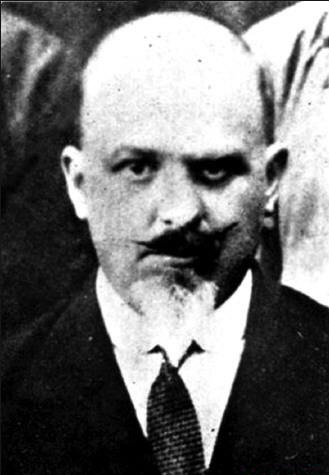
س. م. شيروكوغوروف (S. M. Shirokogoroff)، الذي لاحظ، في عام 1935 م، استخدام سهام مسمومة بسم مستخلص من الكبد من قِبل شعب تونغوسيك كومارون.

أعدت بعض الشعوب التونغوسية سابقاً نوعاً من السهام المسمومة من كبد الحيوانات الفاسدة، والذي طُبِق، في أوقات لاحقة، على الرصاص أيضاً. لاحظ عالم الأنثروبولوجيا الروسي سيرجي ميخائيلوفيتش شيروكوغوروف (Sergei Mikhailovich Shirokogorov)، الذي يُعتبر واحداً من أعظم العلماء الدارسين للشعوب التونغوسية، ما يلي:
 في السابق كان استخدام السهام المسمومة شائعاً. على سبيل المثال، استخدم الكومارين، مجموعة فرعية من أوروكين، منذ القديم وحتى الآونة الأخيرة سم مُعَد من كبد فاسد. أنا لست مختصاً بالحكم على الظروف الكيميائية لإنتاج السم الذي لا يتم تدميره بالحرارة. ومع ذلك، فإن التونغوس أنفسهم يقارنون هذه الطريقة [لتسميم الذخيرة] مع تسميم السهام.

### استخدامه في الغذاء

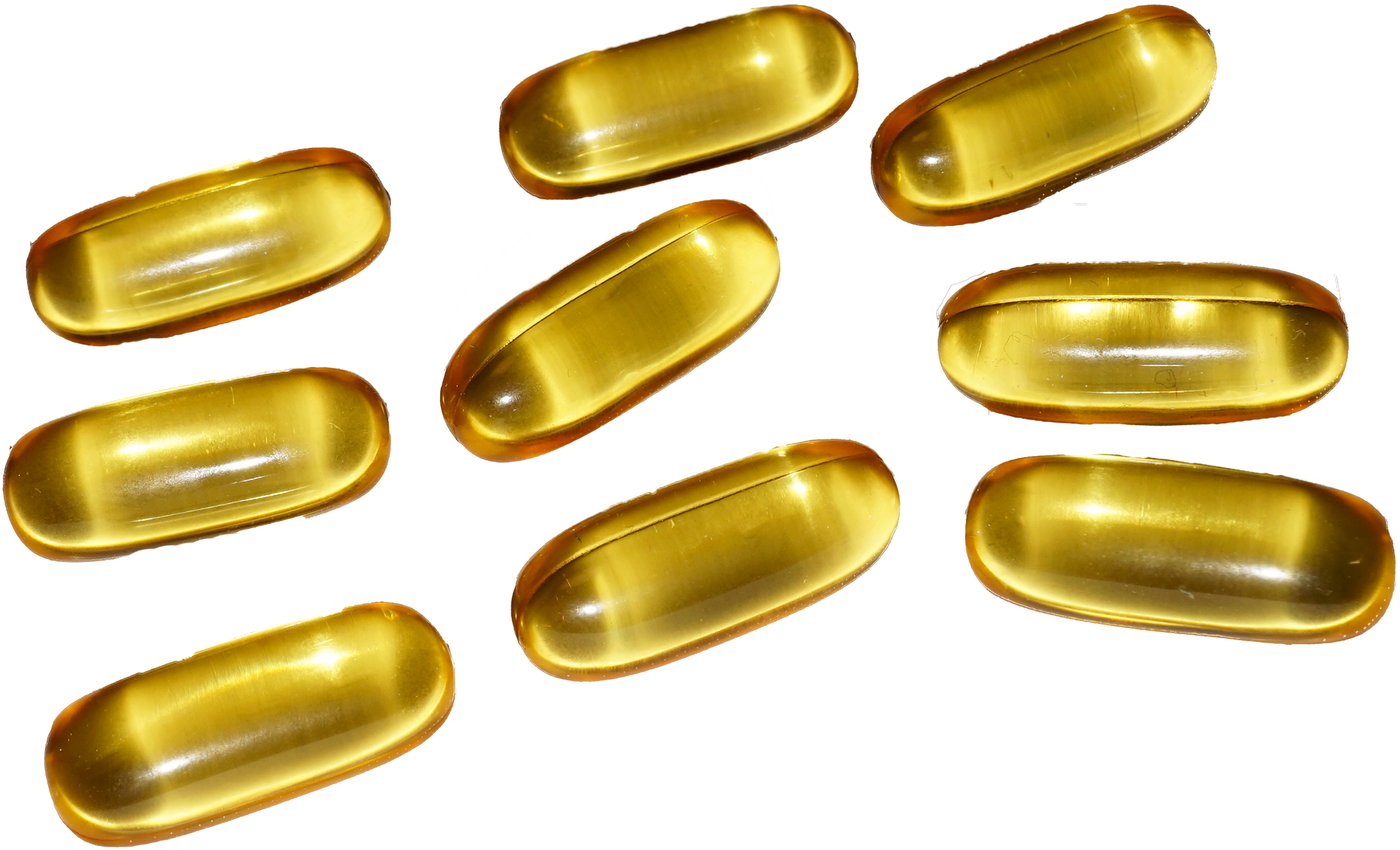
كبسولات زيت كبد الحوت التي تستخدم كمكملات غذائية

يأكل البشر عادة كبد الثدييات، الطيور، والأسماك. كما أن أكباد الخنازير الداجنة، البقر، الضأن، العجل، الدجاج، والإوز متوفرة على نطاق واسع عند الجزارين ومحلات السوبر ماركت.
يمكن أن يُخبز الكبد أو يُسلق أو يُشوى أو يُقلى أو يقلى بشكل سريع أو يؤكل نيئاً (مثل السودة النيئة في المطبخ اللبناني، أو الساشيمي في المطبخ الياباني). في العديد من الأكلات، تُمزج قطع من الكبد مع قطع من القلب والكلى كما هو الحال في مطبخ الشرق الأوسط (مثل المعلاق)، ومن الأمثلة المعروفة على ذلك: فطيرة الكبد (Liver pâté)، فطائر فوا جرا (Foie gras)، والكبد المفروم (Chopped liver)، وليفرباستيج (Leverpastej) (كبد مطحون). كما أن نقانق الكبد مثل براونشوايغر (Braunschweiger) وليفروارست (Liverwurst) هي وجبات قيّمة. المأكولات الشهية التقليدية في جنوب إفريقيا، مثل سكيلبايكيز (Skilpadjies)، مصنوعة من كبد خروف مفروم وملفوف بـ netvet، ويُشوى على النار.
يعد كبد الحيوانات غني بالحديد، فيتامين أ، وفيتامين ب 12، ويشيع استخدام زيت كبد سمك القد (زيت كبد الحوت) كمُكمِل غذائي. تقليدياً، تم تقييم بعض كبد الأسماك كغذاء، وخاصة كبد الشفنين البحري. تم استخدامه لإعداد الأطباق الشهية، مثل كبد سمك الورنكية المسلوق على الخبز المحمص في إنجلترا، وكذلك beignets de foie de raie وfoie de raie en croute في المطبخ الفرنسي.

### نَصب تذكاري
في 26 نوفمبر 1987 م، افتتحت مدينة فيرول، إسبانيا، ما يعتقد أنه النصب التذكاري الوحيد للكبد في العالم. صادف العمدة آنذاك، خايمي كوينتانيلا، أنه طبيب، واعْتَقَدَ أنه من المناسب الترويج للنصب التذكاري. بتكلفة تقريبية تبلغ 3200 دولار، يقف النصب التذكاري في قرية بالون. تقرأ عليه لوحة (باللغة الجاليكية): «الكبد [هو] أساس الحياة»، وتحتها «عبر التاريخ، حاول الجنس البشري أن يعالج كل الأمراض. بمساعدته في هذا الواجب، تقوم بعمل رائع. نحن ممتنون لذلك».

## الكبد في الحيوانات

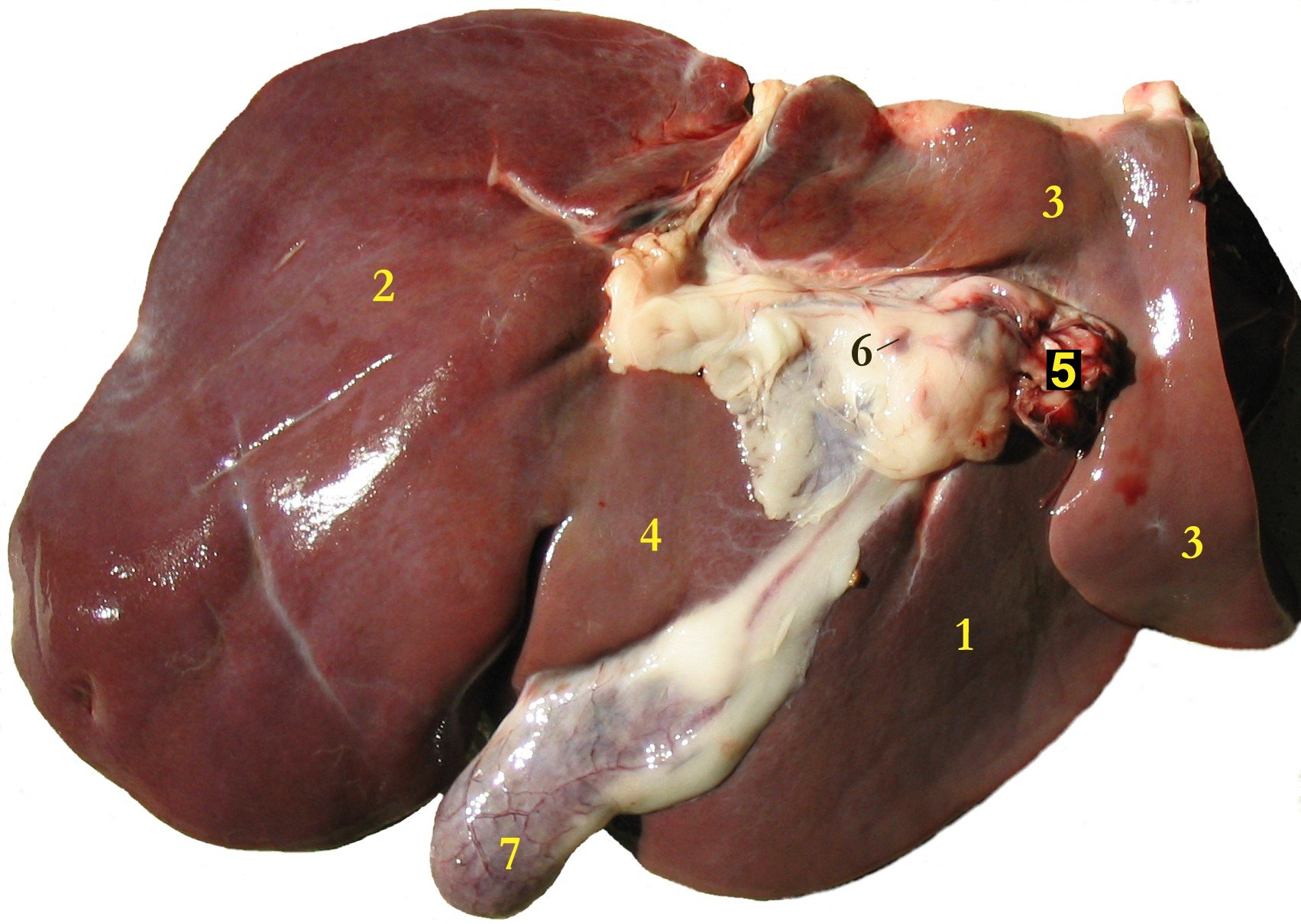
كبد خروف

يوجد الكبد في جميع الفقاريات، وعادة ما يكون أكبر عضو حشوي (داخلي). يختلف شكله اختلافاً كبيراً في الأنواع المختلفة، ويتم تحديده إلى حد كبير حسب شكل الأعضاء المحيطة وترتيبها. ومع ذلك، في معظم الأنواع يُقسم إلى فصين أيمن وأيسر. تشمل الاستثناءات من هذه القاعدة العامة الثعابين، حيث يستلزم شكل جسمها أن يأخذ الكبد شكلاً بسيطاً يشبه السيجار. يتشابه الهيكل الداخلي للكبد على نطاق واسع في جميع الفقاريات.

صورة ترسيمية للأحشاء الداخلية للسهيمات، يُمثل رقم 19 الكبد.

عُثِر على العضو الذي يشار إليه في بعض الأحيان باسم الكبد مرتبطاً بالجهاز الهضمي لـ السُهيمات الحبلية البدائية. على الرغم من أنه يؤدي العديد من وظائف الكبد، إلا أنه لا يعتبر كبداً حقيقياً، ولكنه مماثل لكبد الفقاريات. ينتج كبد السهيمات بروتينات خاصة بالكبد، فيتللوجينين، مضاد ثرومبين، بلازمينوجين، ناقلات الأمين الألانينية، الأنسولين، وعامل النمو الشبيه بالأنسولين (IGF).